# AKB48 SHOW!
《AKB48 SHOW!》是日本NHK製播的一個音樂綜藝節目，2013年10月5日起每週日晚上11時（JST）在NHK旗下的衛星電視頻道BS Premium播出。該節目是女子偶像團體AKB48在NHK的第一個常態性冠名節目，但除了掛名的AKB48之外，AKB48的諸多姊妹團體、以及做為AKB48「官方對手」的坂道系列（乃木坂46等團體）也會不定期參與節目演出或擁有特集節目。
节目在2019年3月24日播出最后一集。

## 簡介
《AKB48 SHOW!》是一個混合了音樂節目與綜藝節目特性的作品，節目流程一般以不超过三首在攝影棚內實地演唱的歌曲為主軸，前後插入由AKB集團成員所演出的短劇、AKB常識介紹、成員訪談與後台採訪之紀錄片等單元作為串場。
有別於AKB在參與一般的音樂節目作現場表演時，通常是以上節目當時主打的新單曲搭配過去較受歡迎的熱賣曲作為表演曲目，在《AKB48 SHOW!》中選擇的曲目還包括了公演曲、單曲唱片C/W（B面曲）等較少在電視節目中演出的歌曲。例如在節目開播第一集中開場的第一首歌，就選擇了2005年12月8日AKB48的劇場開幕時作為第一場公演開場曲、也是AKB48創團之後真正對外表演的第一首歌《派對開始了》（PARTYが始まるよ），而在节目开播一周年（#45）、两周年（#88）、三周年（#128）和四周年（#164）的时候，Team 8、SKE48研究生、NGT48和AKB48的16期生也分别再次表演了这首歌曲。
除了歌曲、短劇、訪談與幕後花絮等可在其他AKB48冠名的綜藝節目中看到的內容外，此節目在开播时特別針對不熟悉AKB48的觀眾設置了一個名為「迄今沒聽過的 AKB48白熱教室」（今さら聞けない AKB白熱教室）的單元，在每集節目中選定一特定的主題，介紹關於該團體的知識。另外，在一些歌曲單元中也會提及演出曲本身的歷史或典故，也是此節目另一個特殊的地方。
在2018年4月，节目首次更换了播放日期，节目的播出由周六晚变为周日晚，与此同时，节目中的画外音也开始由各组合的成员担任。
除了同屬48集團的姊妹團體外，官方設定為“AKB48的官方对手”的乃木坂46及其姐妹团体榉坂46也偶爾會以特集的方式在此節目中演出。这时节目名称会发生变化，如當節目是由乃木坂46演出時，該集的節目名會暫時變更為《乃木坂46 SHOW!》，且部分的單元名稱也會有些許改變，例如原本的「高橋總監督的說教房間」單元，會被切換成「櫻井隊長的說教房間」。

### NHK與AKB48的合作
雖然在《AKB48 SHOW!》正式開播之前，NHK也曾與AKB48集團進行節目上的合作，但主要都是侷限在部分成員的參與，或以短期特集的型態播出。
部分成員演出方面，前田亞美、多田愛佳（HKT48）、佐藤堇（佐藤すみれ）、宮崎美穗、小森美果與木本花音（SKE48）陸續獲選擔任教育綜藝節目《R的法則》（Rの法則，ETV）的固定演出成員；高橋南（高橋みなみ）則是擔任了兒童節目《擊倒霸凌》（いじめをノックアウト，ETV）的主持人。
除此之外，少數的AKB48成員也以個人名義在NHK相關頻道上擁有冠名節目，例如篠田麻里子的《麻里子大人的御利口大人！》；本身是日本東北大震受災戶的岩田華，則擔任了《華怜的復興日曆》（カレンの復興カレンダー）的旁白導航，該節目是NHK為了震災後復興工程而製作的系列節目《向明日邁進的1分鐘》（明日へ1min）之一部份。
特集方面，在2013年9月間，NHK BS Premium頻道曾連續三週於週六半夜播出每集各2小時長的特別節目《AKB秋祭》（AKB 秋祭り），分別是9月14日的「NMB48 東日本巡迴 演唱會&紀錄片」（NMB48 東日本ツアー ライブ＆ドキュメント），9月21日的「MJ present SKE48 Request Special」，與9月28日的「AKB48選拔總選舉特集（長版）」。除此之外，AKB48也在NHK所屬的廣播電台擁有掛名的節目《AKB48的「我們的故事」》（AKB48の"私たちの物語"），由不同成員每週輪流參與廣播劇的演出。但是，《AKB48 SHOW!》仍然是第一個在NHK的電視頻道上全由AKB48集團成員擔任固定演出的冠名節目。
在每集節目實際播放前，製作單位會自節目內容中挑選三段約半分鐘長的片段，於官方網站的預覽段落「預告與影片及訪談」（チラッとMOVIE&インタビュー）中公開。

## 主要單元
除了少數的特集節目外，30分鐘長的節目大致分成五至七個單元，其中包括三首攝影棚內演唱的歌曲。常見的幾種固定單元如下：
開場短劇
作為《AKB48 SHOW!》開場的，是一個片長在三分鐘之內的小短片，用以帶出正在後方待機的第一首歌曲之演唱成員。隨著節目集數的增加，陸續有多種不同的開場短劇型態，其中在節目開播初期所採用的是一個稱為「在後台」（楽屋にて）的短劇。在「在後台」中每週都是由AKB48與姊妹團體中二至三名高知名度的成員參與演出，拍攝的場景是在一個特別為了節目而搭成的後台休息室佈景中，由兩名成員的對話帶開當週的節目。開場短劇內的對話通常都與NHK、當週的節目內容或演出成員本身的個性角色有關，當工作人員喊出「節目開始了」的通知時，休息室佈景會突然一分為二向旁撤去，露出在後方的舞台與已經在舞台上待命的第一首歌曲之演唱成員。另外，有時為了配合開幕曲錄音場地的改變等因素，會在假的休息室佈景之外的地方進行攝影，而根據拍攝場景修改單元名稱，例如「在AKB劇場」、「在導播室」等。
之後在2014年4月起，開始啟用稱為「開場挑戰」（Opening Challenge）的小遊戲，由參與演唱第一首歌曲的演出成員們以接力繞口令的方式說出一句指定的開場對白，如果中途有任何一位成員吃螺絲或唸得太慢被判定失敗，全部的成員都必須重來一次，直到全部的人挑戰成功才開始歌曲的演唱。
而在2014年5月17日之後播放的節目中，又導入一稱為「AKB48新聞」的小單元。每集都由兩名成員負責擔任播報員，以像是播報新聞般的正經口氣播報一些關於在後方待機成員的訊息，但實際上大都是些虛構或是挖苦風格的內容，藉此產生笑料。
歌曲
在每週播出的三首曲子中，在節目中段播放的第二首通常是AKB48集團各姊妹團體或衍生團體、單飛成員的近期新曲。除了歌曲的演出之外，有時在節目中還會搭配對應的歷史或背景知識介紹，例如在第一集中播放的第三首歌《無法飛翔的鳳尾蝶》（飛べないアゲハチョウ）就是AKB48有紀錄以來第一首以「Under Girls」的小分隊為名義所演唱的B面曲，也是一系列透過歌迷投票方式決選出參與成員名單的單曲B面曲之首作。
短劇
以時下流行的話題或日常生活中會遇到的一些事例為主題所演出的表演短劇，除了AKB集團的成員之外，此單元通常也會搭配來賓演員一同參與演出。
AKB48白熱教室
針對不熟悉AKB48的一般節目觀眾所設計的知識分享單元。單元的場景設定為一個位在外國的教室，由在日本演藝圈發展的英國演員伊安·摩爾（Ian Moore）擔任講師，一群並非日本人的外國人飾演不熟悉AKB48的學生，在課堂上講解與AKB48有關的各種背景知識。此單元實際上是全程英文拍攝，在開播初期原本採用英文原音作為背景播音、另外壓制日文配音的方式播出，但自第五集起改以英文原音播放，並搭配日文字幕的方式播出。
紀錄片
此單元包括成員訪談、活動幕後花絮影片等不同題材的內容，影片是由AKB48的成員擔任採訪甚至親自負責拍攝。
高橋總監督的說教房間
高橋總監督的說教房間（たかみな総監督のお説教部屋）是一個由AKB48集團總監督高橋南主持的小單元，每次都是由一名不同的成員與身穿著體育服的高橋南在像是社團辦公室般的房間佈景中進行自由的對談，在2015年12月8日，高桥南将总监督的职位移交给了横山由依，而这一环节也改名为“高橋(前)總監督的說教房間”继续播出，并在高桥南毕业之后正式收播。而在第128期节目中，新任总监督横山由依也开始主持了内容相近的“横山總監督的說教房間”，但在第二次播出时就改名为了横山总监督的优雅相談室（横山総監督のはんなり相談室）。在STU48成立后，STU48队长冈田奈奈也主持了类似的环节“队长冈田 爱的船长室”。
AKB48灾区访问
以2011年日本东北地方太平洋近海地震（东日本大震灾）为契机开始的「為了誰」計劃、AKB48家族成员对灾区进行访问的记录环节。从2014年3月开始不定期播出。2014年1月之前的访问则在同电视台的《MUSIC JAPAN》不定期播出。
西野未姫 全力舞蹈教室
西野未姫尽全力进行48家族歌曲的舞蹈教学的环节。在西野毕业之后，Team 8的横道侑里开始了类似的环节“Team8横道侑里 火力全開舞蹈教室”，有时也会有其他成员出演特别编。
AKB48 Team 8的日本全国故乡讲座
AKB48 Team 8的日本全国故乡讲座（AKB48チーム8の日本全国ふるさと講座）是Team 8成员对自己出身的都道府县进行介绍的环节
白間美瑠画伯的美瑠美瑠美術館
NMB48成员白間美瑠与成员聊天并为成员绘制“画像”，之后NGT48成员加藤美南也开始了类似环节。

## 各集內容
節目中的七個單元依照順序分別是開場短劇「在後台」（楽屋にて）、歌曲表演（#1）、短劇、歌曲表演（#2）、白熱教室、紀錄片與歌曲表演（#3）。下表中的歌曲是依照第1、第2、第3首歌的順序排列，演唱者的名字以NHK官方网站上的写法为准。
| 2013年 | 2013年   | 2013年                         | 2013年 | 2013年                        | 2013年                                                              | 2013年   | 2013年          | 2013年                                                                             |
| 集     | 播放日期 | 「在後台」                     | 歌曲 | 短劇                          | 短劇                                                                | 短劇     | 白熱教室        | 纪录片                                                                             |
| 集     | 播放日期 | 演出成員                       | 歌曲 | 主題                          | 演出成員                                                            | 助演嘉宾 | 主題            | 纪录片                                                                             |
| ------ | -------- | ------------------------------ | --- | ----------------------------- | ------------------------------------------------------------------- | -------- | --------------- | ---------------------------------------------------------------------------------- |
| 1      | 10月5日  | 橫山由依 大島優子              | - 《派對開始了》 （PARTYが始まるよ） - 《刺痛的花》 （ヒリヒリの花，Not yet） - 《無法飛翔的鳳尾蝶》 （飛べないアゲハチョウ）                                                                  | 怪物女职员 （モンスターOL）               | 橫山由依 北原里英 小嶋陽菜                                          | 梶原善   | 誕生            | 猜拳大會的後台 超稀有影片公開 （）                                                 |
| 2      | 10月12日 | 高橋南 渡邊麻友                | - 《无限重播》 （ヘビーローテーション） - 《大葱鸭们》 （カモネギックス，NMB48） - 《初日（自弹自唱版）》 （竹內美宥）                                                            | 安檢哨 （セキュリティゲート）                   | 多田愛佳 兒玉遥 指原莉乃 田島芽瑠 谷真理佳 朝長美櫻 宮脇咲良 森保圓 | 遠山俊也 | Team （チーム）       | 猜拳大會的後台 超稀有影片公開 （）                                                 |
| 3      | 10月19日 | 須田亚香里 松井玲奈            | - 《美丽的闪电》 （美しい稲妻，SKE48） - 《甜瓜汁》 （メロンジュース，HKT48） - 《讀過太宰治了嗎？》 （太宰治を読んだか?，山本彩、山田菜菜、横山由依）                                   | 報數！ （番号!）                   | 加藤玲奈 川荣李奈 島崎遥香 高橋南 渡邊麻友                          | 梶原善   | 姐妹组合 （姉妹グループ）   | 高桥总监督的说教房间 （たかみな総監督のお説教部屋） －川荣李奈－                                             |
| 4      | 10月26日 | 小嶋陽菜 峯岸南                | - 《真心电流》 （ハート・エレキ） - 《Birthday wedding》 （柏木由紀） - 《洄游鱼的容积》 （回遊魚のキャパシティ，HKT48）                                                          | 被害妄想 （被害妄想）                 | 大場美奈 大矢真那 高柳明音 松井玲奈                                 | 野間口徹 | 選拔總選舉 （選抜総選挙） | 潜入系列 《真心电流》MV拍摄现场 （）                                               |
| 5      | 11月2日  | 大島優子 島崎遥香              | - 《真心电流》 - 《喜欢！喜欢！小跳步！》 （スキ!スキ!スキップ!，HKT48） - 《纯爱的渐强音》 （純愛のクレッシェンド，no3b（ノースリーブス））                                                         | 顽固老闆的拉面店 （ガンコ店主のラーメン店）         | 加藤玲奈 平田梨奈 山内鈴蘭                                          | 田中要次 | 握手会 （握手会）     | 潜入系列 Not yet单曲发行纪念活动 （Not yetイベント編）                                              |
| 6      | 11月9日  | 小嶋真子 西野未姬              | - 《清纯哲学》 （清純フィロソフィー，Team 4） - 《只给你的Chu!Chu!Chu!》 （君だけにChu!Chu!Chu!，小飘虫Chu!（てんとうむChu!）） - 《HA!》 （NMB48）                                                 | 在業界混得太習慣的女人們 （業界慣れしすぎた女） | 入山杏奈 横山由依 小嶋真子                                          | 石井正則 | Center （センター）     | 高桥总监督的说教房间 －島崎遥香－                                                  |
| 7      | 11月16日 | 岡田奈奈 峯岸南                | - 《手牵手》 （手をつなぎながら，Team 4） - 《任性的流星》 （わがままな流れ星，佐佐木優佳里、大森美優） - 《Seventeen》 （HKT48）                                               | 现场经理 （現場マネージャー）                 | 島田晴香 加藤玲奈                                                   | 金子昇   | 劇場公演 （劇場公演）   | 潜入系列 SKE48“最佳曲目2013”演唱会第一日 （SKE48リクエストアワー2013－1日目－編）                                      |
| 8      | 11月23日 | 北原里英 松井珠理奈 上枝惠美加 | - 《倘若在梧桐樹什麼的》 （，猜拳选拔（）） - 《这里来一发》 （ここで一発，须田亚香里、松村香织） - 《LOVE修行》（Team 4）                                | 太妹警察前田 （スケバン前田刑事）             | 前田亚美 大森美優 名取稚菜                                          | 田中要次 | -               | 潜入系列 SKE48“最佳曲目2013”演唱会第二日 高桥总监督的说教房间 －小嶋阳菜－         |
| 9      | 11月30日 | 木崎由里亚 大場美奈            | - 《赞成卡哇伊！》 （賛成カワイイ!，SKE48） - 《隔壁的香蕉》 （となりのバナナ，白間美瑠、藪下柊） - 《枯叶车站》（，東李苑、古畑奈和）                                     | 问题很多的汉堡店 （質問の多いハンバーガーショップ）         | 岡田奈奈 小嶋真子 西野未姫 峯岸南                                   | 山崎樹範 | 服裝 （衣装）       | 紧急报告（緊急レポート） NMB48 初次登场红白歌会决定 （NMB48 紅白歌合戦初出場決定）                                       |
| 10     | 12月7日  | 横山由依 山内鈴蘭              | - 《想见你》（会いたかった） - 《樱花的花瓣们》（） |                               |                                                                     |          |                 | 紧急特别直播 AKB48剧场公演8周年倒计时 （）                                         |
| 11     | 12月14日 | -                              | - 《AKB48劇場 8周年纪念公演 特别組曲前半段》 （） - 《完美的Gu字音》 （完璧ぐ〜のね，走廊奔跑队（渡り廊下走り隊）） - 《AKB48劇場 8周年纪念公演 特别組曲后半段》 （）     |                               |                                                                     |          |                 | AKB48 8周年纪念节目直播结束后 （AKB48 8周年記念スペシャル 生放送終了後） 高桥总监督的说教房间－大島優子－ 走廊奔跑队特集 |
| 12     | 12月21日 | 高橋南 島崎遥香                | - 《预约的耶诞节》 （予約したクリスマス） - 《盛夏的圣诞玫瑰》 （真夏のクリスマスローズ，岡田彩花、小嶋真子、大和田南那、向井地美音） - 《和你在一起的平安夜》 （あなたとクリスマスイブ，横山由依、竹内美宥） | 礼物 （プレゼント）                     | 小笠原茉由 山本彩 渡边美優紀                                        | 野間口徹 |                 | 潜入系列 AKB48疫苗接种（AKB予防接種）                                                         |

| 2014年 | 2014年   | 2014年                                                                                  | 2014年 | 2014年                                                                                       | 2014年                                                       | 2014年                               | 2014年                                                                                     | 2014年 |
| 集     | 播放日期 | 開場短劇内容                                                                            | 歌曲 | 短劇                                                                                         | 短劇                                                         | 短劇                                 | 纪录片/白熱教室                                                                            |        |
| 集     | 播放日期 | 演出成員                                                                                | 歌曲 | 主題                                                                                         | 演出成員                                                     | 助演嘉宾                             | 纪录片/白熱教室                                                                            |        |
| ------ | -------- | --------------------------------------------------------------------------------------- | --- | -------------------------------------------------------------------------------------------- | ------------------------------------------------------------ | ------------------------------------ | ------------------------------------------------------------------------------------------ | ------ |
| 13     | 1月11日  | -                                                                                       | - NMB48 紅白舞台《大葱鸭们》 - SKE48 紅白舞台《赞成卡哇伊！》 - AKB48 紅白舞台《恋爱的幸运饼干》 （恋するフォーチュンクッキー） - AKB48 紅白舞台《无限重播》 | -                                                                                            | -                                                            | -                                    | - 完全记录！红白歌会舞台背后 彩排风景 大岛优子毕业发表的背后 （完全密着！紅白の舞台裏 リハーサル風景 大島優子 卒業発表の裏側）                          |        |
| 14     | 1月18日  | AKB48部分成员录制的新年祝福。                                                           | - AKB48 元日公演《再见自由式》 （さよならクロール） - HKT48 元日公演《因为喜欢你 博多方言 ver.》 （君のことが好きやけん） - SKE48 元日公演《万岁Venus》 （バンザイVenus） - NMB48 元日公演《天使在这里》 （ここにだって天使はいる）                                                                                      | 请给我便当 （お弁当くださいっ！）                                                                              | 指原莉乃 兒玉遙 宮脇咲良 村重杏奈 若田部遙 田島芽瑠 矢吹奈子 | 松尾論                               | - 采访：大岛优子 - 潜入系列 NMB48 Team N原创公演初日编 （NMB48 チームN オリジナル公演初日編）                                |        |
| 15     | 1月25日  | 在後台： 川荣李奈 柏木由紀                                                              | - 《First Rabbit》（ファースト・ラビット） | 神燈精靈 （ランプの魔人）                                                                                | 北原里英 武藤十夢                                            | 松尾論                               | - 潜入系列 第3届AKB48红白对抗歌合战編 （第3回 AKB48紅白対抗歌合戦編）                                                 |        |
| -      | 2月1日   |                                                                                         | - | 報數！（3） 被害妄想（4） 现场经理（7） 问题很多的汉堡店（9） 在业界混得太习惯的女人们（6）  | 详情参照左侧括号中所注首次播映时名单                         | 详情参照左侧括号中所注首次播映时名单 | - 潜入系列 AKB48家族成人式編 （AKB48グループ成人式編）                                                          |        |
| 16     | 2月8日   | -                                                                                       | 超人气歌曲精选（） - 《LOVE修行》（8） - 《隔壁的香蕉》（9） - 《任性的流星》（7） - 《这里来一发》（8） - 《洄游鱼的容积》（4） | -                                                                                            | -                                                            | -                                    | - 高桥总监督的说教房间－横山由依－ - 谈话名场面集（トーク名場面集）                                      |        |
| 17     | 2月15日  | 在後台： 指原莉乃 中西智代梨                                                            | - 《求求你华伦亭》 （お願いヴァレンティヌ，HKT48） - 《口对口的巧克力》 （口移しのチョコレート，柏木由紀、多田愛佳、宮脇咲良） - 《巧克力的下落》 （チョコの行方，内山奈月、橋本耀、前田美月、村山彩希）                                                                                              | 編舞老师 團酢田踊子 （振り付け師 団酢田踊子）                                                                     | 川荣李奈 高橋南 渡边麻友 大島優子 市川美織 島崎遥香 峯岸南   | 酒井敏也                             | - 潜入系列 AKB48流感疫苗接种编 （インフルエンザ予防接種編）                                                        |        |
| 18     | 2月22日  | 在後台： 大岛优子 小嶋真子                                                              | - 《勇往直前》 （前しか向かねえ） - 《遇见你之后我变了》 （君と出会って僕は変わった，NMB48） - 《眨眼3次》 （ウインクは3回，HKT48） | 打工面试 （アルバイト面接）                                                                                | 梅田彩佳 倉持明日香 北原里英 入山杏奈                        | 袴田吉彦                             | - 高桥总监督的说教房间－市川美織－ - 紧急告知的背后（緊急告知の裏側）：2月24日举办AKB集團大组阁祭 （2月24日開催 AKBグループ大組閣祭り）   |        |
| 19     | 3月1日   | 在演播室： 生驹里奈 樱井玲香                                                            | 全部三曲皆由乃木坂46演唱： - 《制服模特兒》 （制服のマネキン） - 《你就是希望》 （君の名は希望） - 《如此的笨蛋・・・》 （そんなバカな…） | 乃木坂不动产 （乃木坂不動産）                                                                            | 生田絵梨花 白石麻衣 橋本奈奈未                               | 石井正則                             | - 樱井队长的说教房间 －高桥南－ （桜井キャプテンのお説教部屋－高橋みなみ－）                                                       |        |
| 20     | 3月8日   | 松井珠理奈 高柳明音 松井玲奈                                                            | - 《无限重播》（MV） - 《恋爱的幸运饼干》 | -                                                                                            | -                                                            | -                                    | - 潜入系列 SKE党崛起集会“来箱推吧！”第2日篇 （SKE党決起集会。「箱で推せ！」2日目編） - AKB48 災區访问 宫城县岩沼市             |        |
| 21     | 3月15日  | 在後台： 高柳明音 松井玲奈                                                              | - 《未来是什么？》 （未来とは?，SKE48） - 《櫻花，大家一起來品嚐》 （桜、みんなで食べた，HKT48） - 《芬兰奇迹》 （フィンランド・ミラクル，向田茉夏、阿比留李帆、矢方美紀） | 横山与川荣 （横山と川栄）                                                                              | 横山由依 川荣李奈                                            | 松尾諭                               | - 高桥总监督的说教房间－渡边麻友－ - AKB48災區访问 岩手县大船渡市陆前高田市                |        |
| 22     | 3月22日  | -                                                                                       | |                                                                                              |                                                              |                                      | - AKB48災區访问 - 岩手县宮古市 - 福島县南相馬市 - 宮城县石巻市 - 国内4劇場復興支援特別公演 |        |
| 23     | 3月29日  | 在国立体育场： 島田晴香 島崎遥香                                                        | |                                                                                              |                                                              |                                      | - 紧急直播 国立体育场的演唱会                                                              |        |
| 24     | 4月5日   | 開場挑戰： AKB48 Team K                                                                 | - 《破坏&重建》 （スクラップ&ビルド，Team K） - 《To be continued.》 （Team K） | 包圍採訪 （囲み取材）                                                                                | 内田眞由美 大島優子 北原里英 倉持明日香 小林香菜 島田晴香    | 六角慎司                             | - 大島優子的说教房间－须田亚香里－ - 无可奈何的国立演唱会中止 纪录片 - 大岛优子最后的留言  |        |
| 25     | 4月12日  | 在舞台側： 白間美瑠 山本彩 山田菜菜                                                     | - 《高山上的苹果》 （高嶺の林檎，NMB48） - 《Escape》 （SKE48） - 《心型病毒》 （ハート型ウイルス，小嶋阳菜、小嶋菜月、小嶋真子） | 《傳達綜藝力》的錄影前（『伝えてピカッチ』収録にて）                                                                   | 高橋南 横山由依 島崎遥香                                     | 田中要次                             | - 潜入系列 HKT48九州7县巡演～和可爱的孩子们一起旅行～ 最终日编                             |        |
| 26     | 4月19日  | 開場挑戰： 《觉察已是单相思》选拔成员                                                   | 全部三曲皆由乃木坂46演唱： - 《觉察已是单相思》 （気づいたら片想い） - 《乃木坂之诗》 （乃木坂の詩） - 《你就是希望》 | 安全检查通道 （セキュリティゲート）                                                                            | 樱井玲香 高山一实 松村沙友理 堀未央奈 若月佑美               | 遠山俊也                             | - 高桥总监督的说教房间－生駒里奈－                                                         |        |
| 27     | 4月26日  | 開場挑戰： 《高山上的苹果》选拔成员                                                     | - 《青春的单圈时间》 （青春のラップタイム，NMB48） - 《无望之泪》 （てもでもの涙，松岡菜摘、森保圆） - 《狼与自尊》 （狼とプライド，折戸愛彩、北川綾巴） | 妄想少女 大場 （妄想少女 大場）                                                                           | 大矢真那 大場美奈 柴田阿弥 古川愛李                          | 野間口徹                             | - 白熱教室#9 录音（レコーディング）                                                                      |        |
| 28     | 5月10日  | -                                                                                       | - AKB48 重温时间2014 第13名 《泪中带笑》 （泣きながら微笑んで，大岛优子） | -                                                                                            | -                                                            | -                                    | - 潜入系列 特别篇 AKB48 重温时间 最佳曲目200 2014 （AKB48 リクエストアワー セットリストベスト200 2014） 「上午场」篇與「下午场」篇          |        |
| 29     | 5月17日  | AKB新聞： 小嶋真子 相笠萌                                                               | - 《团队坡道》 （チーム坂，Team 4） - 《禁忌的2人》 （禁じられた2人，中西智代梨、谷真理佳） - 《去爬山吧》 （山へ行こう，难波铁炮队其之伍） | 小麻里子媽媽 （コマリコママ）                                                                            | 小嶋菜月 中村麻里子 松井咲子 佐佐木優佳里                    | 六角慎司                             | - 高桥总监督的说教房间 －大场美奈－                                                        |        |
| 30     | 5月24日  | AKB新聞：指原莉乃 柏木由纪                                                              | - 《拉布拉多獵犬》 （ラブラドール・レトリバー） - 《鞆之浦的爱慕之情》 （鞆の浦慕情，岩佐美咲） - 《叹息的人偶》 （嘆きのフィギュアト，黒川葉月、加藤夕夏、室加奈子、薮下柊） | 36名选拔成员集合! （36人選抜集合!）                                                                       | 《拉布拉多尋回犬》选拔成员                                   | 松尾諭                               | - 高桥总监督的说教房间 －指原莉乃－ - AKB48災區访问 岩手县釜石市大船渡市                   |        |
| 31     | 5月31日  | AKB新聞： 山本彩 横山由依                                                               | - 《拉布拉多獵犬》 - 《雨珠钢琴师》 （雨のピアニスト，古川愛李、須田亚香里、松井玲奈） - 《天使的尾巴》 （天使のしっぽ，秋吉優花、多田愛佳、朝長美樱） | 乘务员 （キャビンアテンダント）                                                                                  | 峯岸南 小嶋真子 岡田奈奈 髙島祐利奈                          | 酒井敏也                             | - 第6届 AKB48选拔总选举 事前采访 - 高桥总监督的说教房间 －柏木由纪－                       |        |
| 32     | 6月7日   |                                                                                         | |                                                                                              |                                                              |                                      | - 选拔总选举 直播特别节目                                                                  |        |
| 33     | 6月14日  | -                                                                                       | - 《初日》 （Team B） - 《睡衣兜风》 （パジャマドライブ，渡辺麻友、高橋朱里、大島涼花） - 《白衬衫》 （白いシャツ，Team B） | 横山与川荣～在業界混得太習慣的女人們～ （横山と川栄～業界慣れしすぎた女たち～）                                                  | 横山由依 川荣李奈 小嶋真子 岡田奈奈                          | 石井正則                             | - 潜入系列 AKB48 新Team B初日公演编                                                        |        |
| 34     | 6月21日  | 在演播室角落：小飘虫Chu!                                                                | - 《微笑捉迷藏》 （スマイル神隠し，小飘虫Chu!） - 《傲慢的雙唇》 （生意気リップス，田中美久、矢吹奈子） | 一日警察局长 （1日警察署長）                                                                            | 内田真由美 小林香菜                                          | 酒井敏也                             | - 潜入系列 NMB48 新Team N初日公演编 - AKB48災區访问 宫城县石卷市                           |        |
| -      | 6月28日  | 重播第28集（2014年5月10日）的内容                                                       | 重播第28集（2014年5月10日）的内容 | 重播第28集（2014年5月10日）的内容                                                            | 重播第28集（2014年5月10日）的内容                            | 重播第28集（2014年5月10日）的内容    | 重播第28集（2014年5月10日）的内容                                                          |        |
| 35     | 7月5日   | -                                                                                       | - | -                                                                                            | -                                                            | -                                    | - AKB48紀錄片A到Z 2014年版 前編 （“DOCUMENTARY of AKB48 AtoZ 2014”）                       |        |
| 36     | 7月12日  | -                                                                                       | - | -                                                                                            | -                                                            | -                                    | - AKB48紀錄片A到Z 2014年版 後編                                                            |        |
| 37     | 7月19日  | 在舞台側： 篠崎彩奈 西野未姫                                                            | - 《大家一起来》 （みなさんもご一緒に，Team 4） - 《Shake It Up, Baby》 （シェキナベイベー，内田裕也feat.指原莉乃） - 《说说漂亮话不也很好吗？》 （キレイゴトでもいいじゃないか?，HKT48） | 即使是东京也不會输！ （東京にも負けへんで!）                                                                    | 山本彩 渋谷凪咲 加藤夕夏 矢倉楓子                            | 六角慎司                             | - 潜入系列 SKE48與HKT48聯合握手会编 - AKB48災區访问 岩手县山田町                           |        |
| -      | 7月26日  | 重播第33集（2014年6月14日）的内容                                                       | 重播第33集（2014年6月14日）的内容 | 重播第33集（2014年6月14日）的内容                                                            | 重播第33集（2014年6月14日）的内容                            | 重播第33集（2014年6月14日）的内容    | 重播第33集（2014年6月14日）的内容                                                          |        |
| 38     | 8月2日   | 在后台： 樱井玲香 白石麻衣 西野七瀬 橋本奈奈未 松井玲奈 若月佑美 西野未姫               | 全部三曲皆由乃木坂46演唱： - 《夏之Free&Easy》 （夏のFree&Easy） - 《在这里的理由》 （ここにいる理由） - 《女生规则》 （ガールズルール） | 就职面试 （就職面接）                                                                                | 秋元真夏 白石麻衣 西野七瀬 橋本奈奈未                        | 田中要次                             | - 樱井队长的说教房间 －生駒里奈、松村沙友理、若月佑美－                                    |        |
| 39     | 8月9日   | 在后台： 太田夢莉 山本彩                                                                | - 《伊维萨女孩》 （，NMB48） - 《关于你》 （君について，片山陽加、松井咲子） | 妄想少女 大場 （妄想少女 大場）                                                                           | 二村春香 大場美奈 古畑奈和 木本花音                          | 野間口徹                             | - 潜入系列 HKT48竞技场巡演～和可爱的孩子们继续旅行～编                                     |        |
| 40     | 8月16日  | 在后台： 大矢真那 木本花音                                                              | - 《笨拙的太阳》 （不器用太陽，SKE48） - 《星空的错误》 （星空のミステイク，Team K） - 《“别在意学生手册的照片”的法则》 （“生徒手帳の写真は気に入っていない”の法則，NMB48） | 道頓堀美少女戰士 食倒鱆美 （）                                                               | 柏木由紀 木下百花 山田菜菜                                   | 矢部享祐                             | - 高桥总监督的说教房间 －多田爱佳－                                                        |        |
| -      | 8月23日  | 重播第34集（2014年6月21日）的内容                                                       | 重播第34集（2014年6月21日）的内容 | 重播第34集（2014年6月21日）的内容                                                            | 重播第34集（2014年6月21日）的内容                            | 重播第34集（2014年6月21日）的内容    | 重播第34集（2014年6月21日）的内容                                                          |        |
| 41     | 8月30日  | 在后台： 渡边麻友 指原莉乃 宮脇咲良                                                     | - 《心意告示牌》 （心のプラカード） - 《如能告白就好》 （好きと言えばよかった，Team 4） - 《抱歉、SUMMER》 （ごめんね、SUMMER，SKE48） | 田～须～观察日記 （だ～す～観察日記）                                                                        | 须田亚香里 大场美奈 佐藤堇                                   | 永岡佑                               | - 高桥总监督的说教房间 －山本彩－                                                          |        |
| 42     | 9月6日   | 在舞台侧： 小嶋真子 岛田晴香                                                            | - 《可以做你的女友吗？》 （彼女になれますか?，Team K） - 《胸口的条码》 （この胸のバーコード，岩立沙穂、峯岸南、茂木忍） - 《松村LOVE！》 （マツムラブ!，松村香织） | 横山与川荣～在業界混得太習慣的女人們～                                                       | 横山由依 川荣李奈 宫脇咲良 生驹里奈                          | 石井正則                             | - 高桥总监督的说教房间 －内山奈月－                                                        |        |
| 43     | 9月13日  | 在后台： 渡边麻友                                                                       | - 《心意告示牌》（渡边麻友单推摄像机版本） - 《水手服僵尸》 （セーラーゾンビ，Milk Planet） - 《软件恋爱海蜇女孩》 （，渡边麻友） | 事前商談 （打ち合わせ）                                                                                | 渡边麻友                                                     | 松尾論                               | - 潜入系列 《心意告示牌》MV拍摄编 - AKB48災區访问 宮城县気仙沼市大島                       |        |
| 44     | 10月4日  | 在業界混得太習慣的女人們： 横山由依 内山奈月 篠崎彩奈 內田與小林 ： 内田眞由美 小林香菜 | - 《惊喜之泪！》 （涙サプライズ） - 《机尾云》 （ひこうき雲） | 妄想少女 大場                                                                                | 高橋南 大場美奈                                              | 石井正則 遠山俊也                    | - 高桥总监督的说教房间 〜外出特別版〜                                                      |        |
| 45     | 10月11日 | 開場挑戰： Team 8出演成員                                                               | - 《派对开始了》 （Team 8） - 《没记起来的花》 （思い出せない花，French Kiss（フレンチ・キス）） | 工作人員喜愛的這樣的指原 （こうして指原はスタッフに愛される）                                                                | 神志那結衣 指原莉乃 田島芽瑠 朝長美櫻                        | 須田邦裕                             | - 潜入系列 AKB48 Group 夏祭编                                                              |        |
| 46     | 10月18日 | 在後臺： 松岡菜摘 兒玉遥 指原莉乃                                                       | - 《有所保留的我爱你！》 （控えめ I love you！，HKT48） - 《愛的存在》 （愛の存在） | 祭典嘉賓是AKB （お祭りゲストはAKB）                                                                           | 小林香菜 內田真由美                                          | 日野陽仁                             | - 潜入系列 AKB48 Group 夏祭编 - AKB48災區访问 宮城县石巻市、福島县磐城市                   |        |
| 47     | 10月25日 | 在後臺： 木本花音 田島芽瑠                                                              | - 《爱之绳》 （恋のお縄，HKT48） - 《Team 8混合組曲》 （，Team 8） | -                                                                                            | -                                                            | -                                    | - 高桥总监督的说教房间 －大和田南那－ - 潜入系列 AKB48单独东京巨蛋演唱会编                 |        |
| 48     | 11月1日  |                                                                                         | 全部三曲皆由乃木坂46演唱： - 《第几次的蓝天?》 （何度目の青空か?） - 《谢谢》 （）） - 《那天 我下意识的说了个谎》 （あの日僕は咄嗟に嘘をついた） | 女仆介绍中心 （メイド引っ越しセンター）                                                                            | 秋元真夏 伊藤万理華 齋藤飛鳥 西野七瀬 堀未央奈               | 六角慎司                             | - 潜入系列 乃木坂46神宮球場演唱会编                                                        |        |
| 49     | 11月8日  | 在後臺： 白間美瑠 市川美織                                                              | - 《真不像我》 （らしくない，NMB48） - 《迷你裙精灵》 （ミニスカートの妖精，小嶋真子、大和田南那） | -                                                                                            | -                                                            | -                                    | - 高桥总监督的说教房间 －北原里英－ - 潜入系列 音乐剧AKB49～戀愛禁止條例～编               |        |
| 50     | 11月15日 | 在後臺： 島崎遥香 中西智代梨                                                            | - 《Switch》 （Team A） - 《朋友》 （友達，山本彩、山田菜菜） | 金手机 （金のスマホ）～前、後編～                                                                      | 松岡菜摘 多田愛佳 木本花音                                   | 松尾諭                               | - 高桥总监督的说教房间 －田名部生来－ - AKB48災區访问 新潟县小千谷市                       |        |
| 51     | 11月22日 | 开场评论： 松井珠理奈 松井玲奈 宮前杏実                                                 | - 《赞成卡哇伊！》（9） - 《笨拙的太阳》（40） - 《未来是什么？》（21） - 《Escape》（25） - 《这里来一发》（8） - 《抱歉、SUMMER》（41） - 《雨珠钢琴师》（31） - 《枯叶车站》（9）                                                              | - 开场短剧杰作选 - 名古屋巨蛋（21） - 我、一点都不小气吧（40） - 名古屋（9） - 被害妄想（4） | 详情参照左侧括号中所注首次播映时名单                         | 详情参照左侧括号中所注首次播映时名单 |                                                                                            |        |
| 52     | 11月29日 | 在後臺： 生駒里奈 渡辺麻友                                                              | - 《希望無限》（希望的リフレイン） - 《DISCOVERY》（DIVA） | 道頓堀美少女戰士 食倒鱆美                                                                    | 小谷里歩 木下百花 山田菜菜                                   | 敦士                                 | - 潜入系列 《希望無限》MV撮影現場編                                                        |        |
| 53     | 12月6日  | 在後臺： 宮澤佐江 宮前杏实                                                              | - 《12月的袋鼠》（12月のカンガルー，SKE48） - 《暴风雨之夜》（嵐の夜には，大島涼花、川本紗矢、高橋朱里、向井地美音） - 《永恒之光》（長い光，Team A） | 星探 （スカウト）                                                                                    | 北原里英 島田晴香 加藤玲奈                                   | 前川泰之                             | - 高桥总监督的说教房间 -木下百花-                                                          |        |
| 54     | 12月13日 | 猜拳： 渡边美优纪                                                                       | - 《与其温柔不如给我一个吻》（やさしくするよりキスをして，渡边美优纪） - 《拉链》（ジッパー，上西惠、吉田朱里、渡边美优纪） - 《Waruki》（わるきー，渡边美优纪） | 取材                                                                                         | 梅田彩佳 渡边美优纪                                          | 永岡佑                               | - 潜入系列 AKB48家族 猜拳大会2014編                                                        |        |
| 55     | 12月20日 | 圣诞评论 坂口渚沙 横山結衣 谷川聖 佐藤栞 永野芹佳 中野郁海                              | - 《满满的圣诞》（クリスマスがいっぱい，Team 8） - 《泪中带笑》（明石奈津子、矢吹奈子） | 旅行社 （旅行代理店）                                                                                  | 北原里英 大島涼花 岡田奈奈 向井地美音                        | 田中要次                             | - 潜入系列 里猜拳大会編 SKE48研究生Up coming公演編                                         |        |
| 56     | 12月29日 | 开场评论： 兒玉遥 指原莉乃 宮脇咲良 矢吹奈子                                            | - 《有所保留的我愛你！》（46） - 《哈密瓜汁》（3） - 《說說漂亮話不也很好嗎？》（37） - 《天使的尾巴》（31） - 《無望之淚》（27） - 《傲慢的雙唇》（34） - 《喜歡！喜歡！小跳步！》（5） - 《洄遊魚的容積》（4） - 《櫻花，大家一起來品嚐》（21） | - 安檢哨（2） - 工作人員喜愛的這樣的指原（45）                                               | 详情参照括号中所注首次播映时名单                             | 详情参照括号中所注首次播映时名单     | - 高橋總監督的說教房間 -多田愛佳-（40）                                                    |        |

| 2015年 | 2015年   | 2015年                                         | 2015年 | 2015年 | 2015年 | 2015年 | 2015年 | 2015年 |
| 集     | 播放日期 | 開場短劇内容                                   | 歌曲 | 短劇 | 短劇 | 短劇 | 纪录片等 |        |
| 集     | 播放日期 | 演出成員                                       | 歌曲 | 主題 | 演出成員 | 助演嘉宾 | 纪录片等 |        |
| ------ | -------- | ---------------------------------------------- | --- | --- | --- | --- | --- | ------ |
| 57     | 1月10日  | -                                              | - HKT48 紅白舞台《蜜瓜汁》 - SKE48 紅白舞台《不器用太陽》 - NMB48 紅白舞台《伊維薩女孩》 - AKB48 紅白舞台《心意告示牌》 | - | - | - | - 全部记录!红白的后台 - 彩排的样子 - HKT48 舞台结束后… - 妖怪体操第一 开始之前 - SKE48及NMB48 开始之前 - SKE48及NMB48 舞台结束后… - AKB48 开始之前 - AKB48 舞台结束后… |        |
| 58     | 1月17日  | -                                              | - | - | - | - | - 潜入系列 豪華2主題合集! - HKT48 in Taiwan - 大好評! AKB48疫苗接種 |        |
| 59     | 1月24日  | 在後臺： 城惠理子、山尾梨奈                    | - 《想像的诗人》（想像の詩人，NMB48研究生） - 《Reborn》（Team Surprise） | - | - | - | - AKB48劇場9周年記念公演特別組曲 - AKB48灾区访问 宮城县山元町、福島县郡山市 - 高橋南独家采訪                                                                           |        |
| 60     | 1月31日  | 開場評論： 白間美瑠 矢倉楓子 山本彩 山田菜菜   | - 《大蔥鴨們》（2） - 《真不像我》（49） - 《高山上的蘋果》（25） - 《去爬山吧》（29） - 《遇見你之後我變了》（18） - 《隔壁的香蕉》（9） - 《伊維薩女孩》（39） - 《青春的單圈時間》（27） - 《HA!》（6） - 《讀過太宰治了嗎？》（3） | 即使是東京也不會輸！（37）                                                                                           | 詳情參照括號中所注首次播映時名單                                                                                     | 詳情參照括號中所注首次播映時名單                                                                                     | - 高桥总监督的说教房间 -山本彩-（41） - 高桥总监督的说教房间 -市川美織-（18）                                                                                          |        |
| 61     | 2月7日   | 当地特产： 白石麻衣、堀未央奈                  | - 《我所在的地方》（僕がいる場所，乃木坂46） - 《想为你弹奏》（あなたのために弾きたい，生田絵梨花） - 《自作多情》（ひとりよがり，西野七瀬） | 可爱女仆的宅配服务 （かわいいメイドのデリバリーピザ）                                                                                              | 秋元真夏 伊藤万理華 井上小百合 星野南 堀未央奈                                                                       | 六角慎司 | - 〜潜入系列〜 乃木坂46成人式的跟拍 - 櫻井隊長的說教房間 -佐佐木琴子、寺田蘭世、渡辺迷离愛 -                                                                           |        |
| 62     | 2月14日  | 評論： Team 8出演成員                          | - 《制服的翅膀》（制服の羽根，Team 8） - 《我是藍莓派》（私はブルーベリーパイ，藍莓派（ブルーベリーパイ）） | 小麻里子妈妈 小麻里子一家 （コマリコファミリー）                                                                                       | 中村麻里子 田名部生来 名取稚菜 小林茉里奈                                                                            | 六角慎司 | - 〜潜入系列〜 AKB48紅白對抗歌合戰編 |        |
| 63     | 2月21日  | -                                              | - | - | - | - | - 〜潜入系列〜 AKB48 重溫時間 最佳曲目1035 2015 - 〜潜入系列〜 AKB48家族成人式編                                                                                       |        |
| -      | 2月28日  | 重播第54集（2014年12月13日）的内容             | 重播第54集（2014年12月13日）的内容 | 重播第54集（2014年12月13日）的内容                                                                                   | 重播第54集（2014年12月13日）的内容                                                                                   | 重播第54集（2014年12月13日）的内容                                                                                   | 重播第54集（2014年12月13日）的内容 |        |
| 64     | 3月7日   | 在后台： 高橋南 横山由依                       | - 《Green Flash》 - 《梦想比恋爱更重要》（恋よりもDream，田〜须〜、小〜松〜、小〜谷〜（だ〜す〜、つ〜ま〜&に〜た〜）） | 灰姑娘第一集 灰姑娘第二集 （シンデレラ）                                                                                       | 川栄李奈 向井地美音 高橋朱里                                                                                         | 崎本大海 | - 高桥总监督的说教房间 -西野未姫- - AKB48灾区访问 兵庫县神戸市、宮城县七濱町、多賀城市                                                                                 |        |
| 65     | 3月14日  | 在后台： 木崎由里亚 柏木由纪                   | - 《Green Flash》 - 《来一块糖果》（キャンディー，小嶋菜月、名取稚菜、岩立沙穂） - 《鞋与伞的故事》（履物と傘の物語） | 横山与川荣～在業界混得太習慣的女人們～                                                                               | 横山由依 川荣李奈 宫脇咲良 小嶋真子                                                                                  | 石井正則 | - 高桥总监督的说教房间 -冈田奈奈- |        |
| 66     | 3月21日  | 在后台： 深川麻衣 高山一实                     | - 《生命如此美好》（命は美しい，乃木坂46） - 《One Night Carnival》（乃木團） | - | - | - | - 〜潜入系列〜 乃木坂46 3rd YEAR BIRTHDAY LIVE編 - 櫻井隊長的說教房間 -佐佐木琴子、寺田蘭世、渡辺迷离愛 -                                                              |        |
| 67     | 3月24日  | - 311受灾地訪問 東日本大震災受灾地支援演唱会   | - 311受灾地訪問 東日本大震災受灾地支援演唱会 | - 311受灾地訪問 東日本大震災受灾地支援演唱会                                                                         | - 311受灾地訪問 東日本大震災受灾地支援演唱会                                                                         | - 311受灾地訪問 東日本大震災受灾地支援演唱会                                                                         | - 311受灾地訪問 東日本大震災受灾地支援演唱会 |        |
| 68     | 4月4日   | 在后台： 江籠裕奈 木本花音                     | - 《风情万种塞车中》（コケティッシュ渋滞中，SKE48） - 《大家，最喜欢了》（みんな、大好き，山田菜菜） | 即使是東京也不會輸！                                                                                                 | 加藤夕夏 須藤凜凜花 山本彩 矢倉楓子 渋谷凪咲 久代梨奈                                                                | 日野陽仁 | - AKB48 春季的人事異動速報 - 高桥总监督的说教房间 -川本紗矢- |        |
| 69     | 4月11日  | 在NMB48劇場前： 矢倉楓子 渋谷凪咲              | - 《青春單圈計時》（NMB48） - 《传不到的传达物》（届かなそうで届くもの，NMB48） | - | - | | - NMB48 SHOW!来自大阪的直播 - NMB48劇場 現場報導 - NMB48 “什么什么”選手权                                                                                              |        |
| 70     | 4月18日  | 在後台： 山田菜菜 日下木之实                   | - 《Don't look back!》（NMB48） - 《从打招呼开始》（挨拶から始めよう，Team 8） | 迷你短剧“这么可爱真是抱歉”（） 出演者：大場美奈、二村春香、矢方美紀、野間口徹 金子岳憲、堺沢隆史、廻飛呂男、師岡広明 | 迷你短剧“这么可爱真是抱歉”（） 出演者：大場美奈、二村春香、矢方美紀、野間口徹 金子岳憲、堺沢隆史、廻飛呂男、師岡広明 | 迷你短剧“这么可爱真是抱歉”（） 出演者：大場美奈、二村春香、矢方美紀、野間口徹 金子岳憲、堺沢隆史、廻飛呂男、師岡広明 | - NMB48 SHOW!来自大阪的直播放送後談話 |        |
| 71     | 4月25日  | -                                              | - | - | - | - | - 〜潜入系列〜 AKB48 in 雅加達特别篇 潜入AKB48 服裝博物館 |        |
| 72     | 5月9日   | 在后台： 小嶋真子 指原莉乃                     | - 《我們不戰鬥》（僕たちは戦わない） - 《初酒》（岩佐美咲） | 新喜劇三姊妹 （ナニワ3姉妹） | 渋谷凪咲 白間美瑠 薮下柊                                                                                             | 田中要次 | - 〜潜入系列〜 SKE48単独公演「AKB49〜恋愛禁止条例〜」編 - AKB48灾区访问 福島县磐城市、廣野町                                                                           |        |
| 73     | 5月16日  | 在后台： 矢吹奈子 指原莉乃 田中美久            | - 《12秒》（HKT48） - 《Summer side》 （Selection 16（セレクション16）） | 白雪公主第一集 白雪公主第二集 （白雪姫）                                                                                   | 加藤玲奈 向井地美音 山本彩 横山由依                                                                                  | 山崎樹範 | - 〜潜入系列〜 AKB48春季単独演唱會“次期总还在修行中”編 |        |
| 74     | 5月23日  | 在后台： 大和田南那 宮澤佐江                   | - 《我們不戰鬥》 - 《带我去温布尔登》（ウィンブルドンへ連れて行って，穴井千尋、木本花音、本村碧唯） - 《污秽的真相》 | 咖啡店 （コーヒーショップ） | 兒玉遥 田島芽瑠 多田愛佳 森保圓                                                                                      | 松尾諭 | - 〜潜入系列〜 第2回JKT48選抜总選挙編 第7回AKB48選抜总選挙速報編 |        |
| -      | 5月30日  | 重播第56集（2014年12月29日）的内容             | 重播第56集（2014年12月29日）的内容 | 重播第56集（2014年12月29日）的内容                                                                                   | 重播第56集（2014年12月29日）的内容                                                                                   | 重播第56集（2014年12月29日）的内容                                                                                   | 重播第56集（2014年12月29日）的内容 |        |
| 75     | 6月6日   | -                                              | - | - | - | - | - AKB48第41張單曲選拔總選舉 直播特别节目！ |        |
| 76     | 6月13日  | 在后台： 上西惠 薮下柊                         | - 《榴莲少年》（ドリアン少年，NMB48） - 《写信》（手紙のこと，（竹内舞、矢方美紀）） | 卖火柴的须～田～ （マッチ売りのだ～す～）                                                                                                | 北川綾巴 大場美奈 須田亜香里                                                                                         | 永岡佑 | - 感言预览 第7回AKB48選抜总選挙 |        |
| 77     | 6月20日  | -                                              | - | - | - | - | - 〜潜入系列〜 第2回AKB48選秀大会編 指原莉乃 座長公演編 |        |
| 78     | 7月4日   | 在后台： 須藤凜凜花 山本彩                     | - 《我們的發現》（僕らのユリイカ，NMB48） - 《制服的抵抗》（制服レジスタンス，相笠萌、木崎由里亚、岡田彩花） | 看護士迷路姬 （看護師みるきー） | 梅田彩佳 渡辺美優紀                                                                                                  | 永岡佑 | - 〜潜入系列〜 第2回AKB48大運動會編 - AKB48灾区访问 岩手县山田町 |        |
| 79     | 7月11日  | 在后台： 橋本奈奈未 新内眞衣                   | 全部曲目皆由乃木坂46演唱： - 《太陽擊球》（太陽ノック） - 《从其他星星而来》（他の星から） | 乃木坂寿司 （乃木坂ずし） | 生駒里奈 川村真洋 高山一实 松村沙友理                                                                                | 山崎樹範 | - 〜潜入系列〜 舞台劇「女子落」千秋楽 編 |        |
| 80     | 7月18日  | 在后台： 北原里英 高桥朱里                     | - 《Choose me!》 - 《在世界被雪淹没之前》（この世界が雪の中に埋もれる前に，岸野里香、古賀成美、西村愛華、山口夕輝） | 新喜劇三姊妹 | 渋谷凪咲 白間美瑠 薮下柊                                                                                             | 松澤一之 金子岳憲 粕谷吉洋                                                                                           | - 〜潜入系列〜 舞台「马路须加学园」～京都・血風修学旅行～編 - 西野未姫 全力舞蹈教室（西野未姫 全力ダンス教室） 《团队坡道》                                                                   |        |
| -      | 7月25日  | 重播第75集（2015年6月6日）的内容               | 重播第75集（2015年6月6日）的内容 | 重播第75集（2015年6月6日）的内容                                                                                     | 重播第75集（2015年6月6日）的内容                                                                                     | 重播第75集（2015年6月6日）的内容                                                                                     | 重播第75集（2015年6月6日）的内容 |        |
| 81     | 8月1日   | 在后台： 後藤乐乐 古畑奈和                     | - 《向前衝》（前のめり，SKE48） - 《你正在看着夕阳吗？》（夕陽を見ているか?，川荣李奈、小嶋菜月、名取稚菜） | 横山与川荣～在业界混得太习惯的女人们～ 最終回                                                                        | 川荣李奈 小嶋真子 向井地美音 横山由依                                                                                | - | - 横山与川荣～在业界混得太习惯的女人们～總集篇 |        |
| 82     | 8月8日   | 在后台： 大矢真那 柴田阿弥                     | - 《翡翠色的沙灘裙》（パレオはエメラルド，SKE48） - 《尼采前辈》（ニーチェ先輩，難波鉄砲隊其之六） - 《掩飾》（紛らしている，渡边麻友） | 彼得潘前编 彼得潘后编 （ピーターパン）                                                                                           | 大場美奈 谷真理佳 古畑奈和                                                                                           | - | - AKB48灾区访问 宮城县女川町 |        |
| 83     | 8月15日  | 在后台： 柏木由紀 渡辺美優紀 指原莉乃 高柳明音 | - 《Halloween Night》（ハロウィン・ナイト） - 《水中傳導率》（水の中の伝導率，Next Girls） | 在握手會会场 | 伊豆田莉奈 田名部生来 中村麻里子 藤田奈那 佐藤堇 斉藤真木子                                                          | - | - 高桥总监督的说教房间 -宫脇咲良- - 〜潜入系列〜 Next Girls 音乐录影带(MV)摄影                                                                                         |        |
| 84     | 8月22日  | 在后台： 東李苑 松井玲奈                       | - 《向前衝》（玲奈推版本） - 《2588天》（2588日，松井玲奈） | 2045年 超大物女优 松井玲奈 （2045年 大御所女優 松井玲奈）                                                                                      | 大場美奈 佐藤堇 松井玲奈                                                                                             | 矢部享祐 | - 高桥总监督的说教房间 -松井玲奈- |        |
| 85     | 9月5日   | 在后台： 松村香織 宮脇咲良                     | - 《Halloween Night》（服装秀版本） - 《暮蝉之恋》（ヒグラシノコイ，東李苑、古畑奈和） | 在握手會会场 | 岸野里香 近藤里奈 | - | - 高桥总监督的说教房间 -高橋朱里- - 〜潜入系列〜 NGT48最终甄选及初披露活动编                                                                                           |        |
| 86     | 9月12日  | 在后台： 小栗有以 坂口渚沙                     | - 《制服真碍事》（制服が邪魔をする，Team 8） - 《朝向47条美丽的街道》（長久玲奈） | 龟兔赛跑 （うさぎとカメ） | 太田奈緒 中野郁海 山田菜菜美                                                                                         | 坂本真 | - 高桥总监督的说教房间 -山田菜菜美- |        |
| 87     | 9月19日  | -                                              | - | - | - | - | - 〜潜入系列〜 NMB48 重溫時間 最佳曲目100 2015 - 〜潜入系列〜 晨间剧主题歌记者发布会編                                                                                 |        |
| -      | 9月26日  | 重播第79集（2015年7月11日）的内容              | 重播第79集（2015年7月11日）的内容 | 重播第79集（2015年7月11日）的内容                                                                                    | 重播第79集（2015年7月11日）的内容                                                                                    | 重播第79集（2015年7月11日）的内容                                                                                    | 重播第79集（2015年7月11日）的内容 |        |
| 88     | 10月3日  | SKE48研究生 自我介绍                           | - 《派对开始了》（SKE48研究生） - 《冬将军的遗憾》（冬将軍のリグレット，NMB48） | 在握手會会场 | 岩田華怜 梅田綾乃 小笠原茉由 後藤萌咲 島田晴香 下口绯奈奈                                                            | - | - 高桥总监督的说教房间 -宮澤佐江- - 西野未姫 全力舞蹈教室 《只给你的Chu!Chu!Chu!》                                                                                     |        |
| 89     | 10月10日 | -                                              | - | - | - | - | - 〜潜入系列〜 第1回AKB48家族对抗大運動会編 - 高桥总监督的说教房间 -向井地美音- - 西野未姫 全力舞蹈教室 《情歌般的下课铃》（チャイムはLOVE SONG）                                         |        |
| 90     | 10月17日 | 在后台： 木下春奈 梅田彩佳                     | - 《Must be now》（NMB48） - 《星之温度》（星の温度，小畑優奈、川崎成美、白井琴望、野島樺乃） | - | - | - | - 高桥总监督的说教房间 -小嶋真子- - AKB48灾区访问 岩手县大槌町、宮城县気仙沼                                                                                           |        |
| 91     | 10月24日 | 在后台： 衛藤美彩 深川麻衣                     | 全部曲目皆由乃木坂46演唱： - 《此刻，想說話的對象》（今、話したい誰かがいる） - 《嫉妒的权利》（嫉妬の権利） | 可爱女仆的家电卖场 （かわいいメイドの電器屋さん）                                                                                              | 秋元真夏 伊藤万理華 井上小百合 齋藤飛鳥 星野南                                                                       | 六角慎司 | - 〜潜入系列〜 乃木坂46 盛夏的全国巡演2015 Final 編 |        |
| -      | 10月31日 | 重播第85集（2015年9月5日）的内容               | 重播第85集（2015年9月5日）的内容 | 重播第85集（2015年9月5日）的内容                                                                                     | 重播第85集（2015年9月5日）的内容                                                                                     | 重播第85集（2015年9月5日）的内容                                                                                     | 重播第85集（2015年9月5日）的内容 |        |
| 92     | 11月7日  | 在后台： 長久玲奈 太田奈緒                     | - 《浪漫、不需要》（ロマンス、イラネ，Team 8） - 《365天的纸飞机》（365日の紙飛行機，山本彩） | 摄像机跟拍 （カメラ密着） | 柴田阿弥 須田亜香里 高柳明音 古畑奈和                                                                                | 坂本真 | - 高桥总监督的说教房间 -峯岸南- |        |
| 93     | 11月14日 | 在后台： 植村梓 吉田朱里                       | - 《单恋不如回忆…》（片想いよりも思い出を…，NMB48） - 《无限重播》（NGT48） | 在握手會会场 | 伊豆田莉奈 岩田華怜 名取稚菜 鎌田菜月 斉藤真木子 酒井萌衣                                                            | - | - 西野未姫 全力舞蹈教室 《LOVE修行》 - AKB48灾区访问 岩手县山田町 |        |
| 94     | 11月21日 | 在后台： 多田愛佳 神志那結衣                   | - 《吵死了！》（しぇからしか!，HKT48） - 《杯子中的枝葉隙光》（コップの中の木漏れ日，Love Crescendo（ラブ・クレッシェンド）） | 新喜劇三姊妹 | 渋谷凪咲 白間美瑠 矢倉楓子 薮下柊                                                                                    | 伊安·摩爾 池田鉄洋                                                                                                   | - 潜入系列 AKB48家族预防接种编 東京藝術大學活动编 |        |
| 95     | 12月5日  | 在后台： 高桥南 向井地美音                     | - 《红唇Be My Baby》（唇にBe My Baby） - 《Maybe是藉口》（言い訳Maybe，NGT48） | 天使与恶魔 （天使と悪魔） | 市川美織 太田夢莉 門脇佳奈子 小谷里歩 須藤凜凜花 谷川愛梨                                                            | 津田寛治 | - 高桥总监督的说教房间 -武藤十梦- |        |
| 96     | 12月12日 | -                                              | - 《365天的纸飞机》 | 在握手會会场 | 石田優美 岸野里香 古賀成美                                                                                           | - | - 高桥(前)总监督的说教房间 -松井珠理奈- - 潜入系列 「在晨间剧摄制现场演唱365天的纸飞机」编 （朝ドラセットで歌う365日の紙飛行機） 「HKT48指原莉乃座長公演in博多座」编                                    |        |
| 97     | 12月19日 | -                                              | - | - | - | - | - 潜入系列 「AKB48 10周年纪念公演」編 「SKE48 7周年纪念特別公演」編 「NMB48 5周年纪念Live」編 「HKT48劇場4周年纪念活动」編                                             |        |
| 98     | 12月26日 | -                                              | - 《结晶》（村瀬紗英） | 北原队长请教教我们 （北原キャプテン教えてください）                                                                                              | 加藤美南 北原里英 西潟茉莉奈 山口真帆                                                                                | 須田邦裕 | - 潜入系列 「AKB48 10周年纪念特別公演」編 - 西野未姫 全力舞蹈教室 《芳心逃脱游戏》 （ハートの脱出ゲーム） - AKB48灾区访问 宮城县山元町                                                   |        |

| 2016年 | 2016年   | 2016年                                         | 2016年 | 2016年                             | 2016年                                                  | 2016年                             | 2016年 | 2016年 |
| 集     | 播放日期 | 開場短劇内容                                   | 歌曲 | 短劇                               | 短劇                                                    | 短劇                               | 纪录片等 |        |
| 集     | 播放日期 | 開場短劇内容                                   | 歌曲 | 主題                               | 演出成員                                                | 助演嘉宾                           | 纪录片等 |        |
| ------ | -------- | ---------------------------------------------- | --- | ---------------------------------- | ------------------------------------------------------- | ---------------------------------- | --- | ------ |
| 99     | 1月9日   |                                                | - | -                                  | -                                                       | -                                  | - 潜入系列 第66回NHK紅白歌合戰编 AKB48家族 猜拳大会2015编                                                                             |        |
| 100    | 1月16日  |                                                | - | -                                  | -                                                       | -                                  | - 播放100集纪念「成员推荐名場面大发表!」 - 高桥(前)总监督的说教房间 -木崎由里亚- - 潜入系列 音乐剧《DNA-SHARAKU》编                   |        |
| 101    | 1月23日  |                                                | - 《黑色天使》 （黒い天使，高城亚树、藤田奈那、藤江丽奈） - 《左足Evidence》 （右足エビデンス，藤田奈那）                          | 零食姐妹 （おかぱーず）                      | 藤田奈那 前田亚美 武藤十夢 古畑奈和                     | 石井正則                           | - 高桥(前)总监督的说教房间 -藤田奈那- - 潜入系列 「《左足Evidence》MV拍摄」编                                                         |        |
| -      | 1月30日  | 重播第92集（2015年11月7日）的内容              | 重播第92集（2015年11月7日）的内容                                                                            | 重播第92集（2015年11月7日）的内容  | 重播第92集（2015年11月7日）的内容                       | 重播第92集（2015年11月7日）的内容  | 重播第92集（2015年11月7日）的内容 |        |
| 102    | 2月6日   |                                                | - | -                                  | 在握手會会场                                            | 梅田綾乃 小林香菜                  | - 潜入系列 第5届AKB48红白对抗歌合战编 AKB48家族成人式编 - AKB48灾区访问 茨城县常总市                                                  |        |
| 103    | 2月13日  |                                                | - 《说什么爱着你、爱过你》 （愛してるとか、愛してたとか， Furumarion（フルマリオン））                                                             | -                                  | -                                                       | -                                  | - 潜入系列 NGT48剧场开业公演编 - 西野未姫 全力舞蹈教室 《晴空咖啡》（青空カフェ） - AKB48灾区访问 宮城县气仙沼市                                |        |
| 104    | 2月20日  | 在后台： 山田菜菜美 横山結衣                   | - 《捣蛋鬼小蝗虫》 （あまのじゃくバッタ，Team 8） - 《平民出马宣言》 （平民出馬宣言，Dead Stock Diamonds （デッドストックダイヤモンド））                            | -                                  | -                                                       | -                                  | - 高桥(前)总监督的说教房间 -加藤美南- -渡边美优纪-                                                                                    |        |
| -      | 2月27日  | 重播第100集（2016年1月16日）的内容             | 重播第100集（2016年1月16日）的内容                                                                           | 重播第100集（2016年1月16日）的内容 | 重播第100集（2016年1月16日）的内容                      | 重播第100集（2016年1月16日）的内容 | 重播第100集（2016年1月16日）的内容 |        |
| 105    | 3月5日   |                                                | - | -                                  | -                                                       | -                                  | - 成员推荐名場面 第二弹 - 高桥(前)总监督的说教房间 -込山榛香-                                                                         |        |
| 106    | 3月12日  | 在后台： 大和田南那 横山由依                   | - 《你就是旋律》                                                                                             | -                                  | -                                                       | -                                  | - 高桥(前)总监督的说教房间 外出SP -秋元康-                                                                                            |        |
| 107    | 3月19日  | 在后台： 木崎由里亚 峯岸南                     | - 《你就是旋律》 - 《365天的纸飞机》 - 《因为 今天是雨天嘛？》 （だって雨じゃない?，Transit Girls （トランジットガールズ））                      | -                                  | -                                                       | -                                  | - 高桥(前)总监督的说教房间 -松村香織- - 潜入系列 大家、不要哭哦。SKE48宮澤佐江 毕业演唱会编                                           |        |
| 108    | 4月2日   | 在后台： 熊崎晴香 高柳明音                     | - 《膽小鬼LINE》 （チキンLINE，SKE48） - 《Max朱鹭315号》 （Maxとき315号，NGT48、MV）                                              | -                                  | -                                                       | -                                  | - 潜入系列 AKB48 Team A新公演编 《Max朱鹭315号》MV拍摄编 - AKB48灾区访问 福島县南相馬市、宮城县石巻市、岩手县盛岡市                   |        |
| 109    | 4月9日   | 在后台： 北原里英 山田野絵                     | - 《Max朱鹭315号》 （NGT48） - 《對不起東京》 （，岩佐美咲） - 《不能拥抱你》 （抱きしめちゃいけない，梅田彩佳、薮下柊）         | 妄想少女 大場                      | 東李苑 大場美奈 木本花音 二村春香                       | 野間口徹                           | - 潜入系列 岩佐美咲首次演唱會编 - 西野未姫 全力舞蹈教室 《因为喜欢你》（君のことが好きだから） - AKB48灾区访问 福島县南相馬市、宮城县石巻市、岩手县盛岡市 |        |
| 110    | 4月16日  | 在后台： 白石麻衣 深川麻衣                     | - 《当春紫苑盛开时》 （ハルジオンが咲く頃、乃木坂46） - 《沉默的大多數》 （サイレントマジョリティー、櫸坂46） - 《涩谷河》 （渋谷川、Yui醬s（ゆいちゃんず））            | -                                  | -                                                       | -                                  | - 櫻井隊長的說教房間 -深川麻衣- - 〜潜入系列〜 永島聖羅 畢業演唱會編                                                                  |        |
| 111    | 4月23日  | 在后台： 太田夢莉 渡辺美優紀                   | - 《轻咬少女》 （甘噛み姫、NMB48） - 《一辈子可以遇见多少人》 （一生の間に何人と出逢えるのだろう、Team 8）                                           | 在业界混得太习惯的女人们           | 小嶋真子 高橋朱里 向井地美音 横山由依                   | 石井正則                           | - 〜潜入系列〜 高桥南畢業演唱會 148.5cm所看见的梦 渡边麻友&N响《365天的纸飞机》                                                       |        |
| -      | 4月30日  | 重播第109集（2016年4月9日）的内容              | 重播第109集（2016年4月9日）的内容                                                                            | 重播第109集（2016年4月9日）的内容  | 重播第109集（2016年4月9日）的内容                       | 重播第109集（2016年4月9日）的内容  | 重播第109集（2016年4月9日）的内容 |        |
| 112    | 5月7日   | 在后台： 多田愛佳 田中美久 松岡花 矢吹奈子     | - 《给74亿分之1的你》 （74億分の1の君へ、HKT48） - 《我都知道》 （僕は知っている、SKE48） - 《无望之泪》 （柏木由紀、加藤玲奈）           | 在握手会会场                       | 梅田綾乃 小笠原茉由                                     | -                                  | - 〜潜入系列〜 《轻咬少女》MV拍摄编                                                                                                   |        |
| 113    | 5月14日  | 在4月的拍摄现场： 小嶋真子 西野未姫            | - 《不要让梦想死去》 （夢を死なせるわけにいかない、Team 4） - 《未来的门》 （未来の扉、Team 8）                                                | 小红帽 （赤ずきん）                        | 柏木由紀 向井地美音                                     | 矢部享祐                           | - 〜潜入系列〜 NMB48 Live House Tour 2016 Team N編                                                                                    |        |
| -      | 5月21日  | 重播第75集（2015年6月6日）的内容               | 重播第75集（2015年6月6日）的内容                                                                             | 重播第75集（2015年6月6日）的内容   | 重播第75集（2015年6月6日）的内容                        | 重播第75集（2015年6月6日）的内容   | 重播第75集（2015年6月6日）的内容 |        |
| 114    | 5月28日  | -                                              | - 《性急的蝸牛》 （せっかちなかたつむり、乃木坂46） - 《逞強的花蕾》 （強がる蕾、深川麻衣）                                              | -                                  | -                                                       | -                                  | - 櫻井隊長的說教房間 -堀未央奈- - 〜潜入系列〜 乃木坂 Under Live全國巡演2016編                                                        |        |
| 115    | 6月4日   | -                                              | - 《恋爱的幸运曲奇》 - 《初恋之丘》 （初恋ヒルズ、指原莉乃） - 《Halloween Night》（指推ver.）                         | 2046年超知名艺人指原莉乃 （2046年超大御所タレント指原莉乃）      | 木崎由里亚 峯岸南 指原莉乃                              | 永岡佑                             | - 〜潜入系列〜 HKT48春季巡演～指子・的・马戏团2016～編                                                                                |        |
| 116    | 6月11日  | 在后台： 宮崎美穂 向井地美音                   | - 《不需要翅膀》 （翼はいらない） - 《通往梦想的路》 （夢へのルート、Team 8） - 《HKT城、现在、移动》 （HKT城、今、動く、白金Girls（プラチナガールズ））            | 在握手会会场                       | 木本花音 荻野由佳 北原里英 西潟茉莉奈 水澤彩佳 山口真帆 | -                                  | - 〜潜入系列〜 NMB48 Live House Tour 2016 Team N編 後編                                                                               |        |
| 117    | 6月18日  | -                                              | - | -                                  | -                                                       | -                                  | - AKB48第45張單曲選拔總選舉 直播特别节目 in新潟！                                                                                     |        |
| 118    | 7月2日   | -                                              | - 《禁忌之色》 （タブーの色、咲良遥（サクラハルカ））                                                                              | 便利店 （コンビニエンスストア）                        | 穴井千尋 兒玉遥 田中美久 松岡菜摘                       | 小松利昌                           | - 〜潜入系列〜 HKT48劇場搬家物語編 |        |
| 119    | 7月9日   | 在后台： 小嶋真子 武藤十夢                     | - 《不需要翅膀》 （翼はいらない） - 《接吻不行唷》 （キスはだめよ、西潟茉莉奈、村雲颯香、山田野絵） - 《泪之湘南》 （涙の湘南、Team 8）      | 新喜劇三姊妹 在握手会会场          | 渋谷凪咲 白間美瑠 矢倉楓子 薮下柊阿部玛利亚 島田晴香    | 長谷川朝晴 -                       | - 西野未姫 全力舞蹈教室 《想見你》 |        |
| -      | 7月16日  | 重播第111集（2016年4月23日）的内容             | 重播第111集（2016年4月23日）的内容                                                                           | 重播第111集（2016年4月23日）的内容 | 重播第111集（2016年4月23日）的内容                      | 重播第111集（2016年4月23日）的内容 | 重播第111集（2016年4月23日）的内容 |        |
| 120    | 7月23日  | -                                              | - 《LOVE TRIP》 - 《你和我的關係》 （君と僕の関係、大島涼花、大和田南那） - 《去森林吧》 （森へ行こう、Team 4）                    | 在握手会会场                       | 沖田彩華 加藤夕夏 岸野里香                              | -                                  | - 〜潜入系列〜 NMB48 5期生甄选編 - 西野未姫 全力舞蹈教室 《選擇吧彩虹》（）                                                           |        |
| 121    | 7月30日  | 在后台： 齋藤飛鳥 高山一实                     | 全部曲目皆由乃木坂46演唱： - 《赤脚Summer》 （裸足でSummer） - 《事先预知的浪漫》 （あらかじめ語られるロマンス）                                   | 乃木坂警察（乃木坂ポリス）                     | 生田絵梨花 生駒里奈 衛藤美彩 堀未央奈                   | 松尾諭                             | - 〜潜入系列〜 乃木坂 盛夏的全國巡演2016 深川麻衣 畢業演唱會編                                                                        |        |
| -      | 8月6日   | 重播第113集（2016年5月14日）的内容             | 重播第113集（2016年5月14日）的内容                                                                           | 重播第113集（2016年5月14日）的内容 | 重播第113集（2016年5月14日）的内容                      | 重播第113集（2016年5月14日）的内容 | 重播第113集（2016年5月14日）的内容 |        |
| 122    | 8月13日  | -                                              | - 《我不在》 （僕はいない、NMB48） - 《若在此刻》 （今ならば、彩迷路（さやみるきー）） - 《梦的踪迹》 （夢の名残り、渡边美优纪）                     | 毕业采访（卒業インタビュー）                       | 山本彩 渡边美优纪                                       | 永岡佑                             | - 〜潜入系列〜 「NMB48 渡辺美優紀毕业演唱会〜直到最后都是坏路姬〜」編                                                                 |        |
| 123    | 8月20日  | 在后台： 東李苑 江籠裕奈 斉藤真木子            | - 《金的愛、銀的愛》 （金の愛、銀の愛、SKE48） - 《微笑爆米花》 （微笑みポップコーン、爆米花children（ポップコーンチルドレン）） - 《彩虹的製作方法》 （虹の作り方、NMB48）  | 在握手会会场                       | 飯野雅 伊豆田莉奈 中村麻里子                            | -                                  | - 〜潜入系列〜 「柏木由紀全國巡演-東京站〜」編 - AKB48災區訪問 岩手県大槌町                                                           |        |
| -      | 8月27日  | 重播第120集（2016年7月23日）的内容             | 重播第120集（2016年7月23日）的内容                                                                           | 重播第120集（2016年7月23日）的内容 | 重播第120集（2016年7月23日）的内容                      | 重播第120集（2016年7月23日）的内容 | 重播第120集（2016年7月23日）的内容 |        |
| 124    | 9月3日   | 在后台： 横山由依 山本彩                       | - 《LOVE TRIP》 - 《Waruki》 （わるきー，山本彩、渡辺美優紀） - 《2016年的Invitation》 （2016年のInvitation，Upcoming Girls）          | 美食報導                           | 岸野里香 須藤凜凜花 谷川愛梨 藤江丽奈                   | 松尾諭                             | - 潜入系列 Upcoming Girls MV摄影 - 西野未姫 全力舞蹈教室 《BINGO!》                                                                   |        |
| 125    | 9月10日  | 在后台： 岡田奈奈 柏木由紀                     | - 《LOVE TRIP》 - 《恋愛禁止条例》 （恋愛禁止条例，峯岸南、宮崎美穂、横山由依） - 《心的獨佔權》 （ハートの独占権， 上西惠、吉田朱里） | 三隻小豬 （3匹の子ぶた）                      | 佐藤栞 清水麻璃亚 山田菜菜美                            | 小林正寛                           | - 潜入系列 舞台「马路须加学園」編 |        |
| 126    | 9月17日  | -                                              | - 《世界上只有愛》 （世界には愛しかない，櫸坂46） - 《秘密塗鴉》 （シークレットグラフィティー，乃木坂46） - 《不說話的獅子》 （無口なライオン，乃木坂46）              | -                                  | -                                                       | -                                  | - 〜潜入系列〜 百合坂46舞蹈发表会＆動画撮影編                                                                                         |        |
| 127    | 9月24日  | 在后台： 多田愛佳 田島芽瑠 松岡花              | - 《最棒的唷》 （最高かよ，HKT48） - 《不要叫我偶像》 （アイドルなんて呼ばないで，久保怜音、佐藤妃星、千葉惠里、馬嘉伶）                     | 商店店员 （ショップ店員）                      | 北川綾巴 木本花音 二村春香 古畑奈和                     | 山崎樹範                           | - 潜入系列 第2回AKB48家族Team对抗大运动会編                                                                                           |        |
| -      | 10月1日  | 重播第123集（2016年8月20日）的内容             | 重播第123集（2016年8月20日）的内容                                                                           | 重播第123集（2016年8月20日）的内容 | 重播第123集（2016年8月20日）的内容                      | 重播第123集（2016年8月20日）的内容 | 重播第123集（2016年8月20日）的内容 |        |
| 128    | 10月8日  | 在后台： 多田愛佳 田島芽瑠 松岡花              | - 《派对开始了》 （NGT48） - 《初雪》 （始まりの雪，大島涼花、高橋朱里、田野優花、武藤十夢）                           | -                                  | -                                                       | -                                  | - 横山总监督的说教房间 -竹内美宥- - 潜入系列 NGT48劇場100回纪念公演 初披露1周年纪念特別公演                                           |        |
| 129    | 10月15日 | 在后台： 阿部芽唯 行天優莉奈 佐藤栞 人見古都音 | - 《Birth》 （Team 8） - 《直到远方的未来》 （，Caramel Cats （キャラメルキャッツ）） - 《空耳摇滚》 （空耳ロック，HKT48 Team TII）      | 钢琴家森保 （ピアニスト森保）                    | 田中美久 森保圆 矢吹奈子                                | 渡边一惠                           | - 「今年成功圈内祝賀会」 &「明年一定圈内決起集会」                                                                                    |        |
| 130    | 10月22日 | -                                              | - 《365天的纸飞机》 - 《To be continued.》 （AKB48家族）                                                     | -                                  | -                                                       | 野間口徹                           | - AKB48 FES2016 未公開&裏側SP |        |
| -      | 10月29日 | 重播第83集（2015年8月15日）的内容              | 重播第83集（2015年8月15日）的内容                                                                            | 重播第83集（2015年8月15日）的内容  | 重播第83集（2015年8月15日）的内容                       | 重播第83集（2015年8月15日）的内容  | 重播第83集（2015年8月15日）的内容 |        |
| 131    | 11月5日  | JKT48成員 日语自我介绍                         | - 《RIVER》 （JKT48） - 《Rainbow Rose》 （レインボーローズ，山本彩）                                                        | -                                  | -                                                       | -                                  | - 横山总监督的优雅相談室 （横山総監督のはんなり相談室） -大島涼花- - 〜潜入系列〜 山本彩 首張個人專輯录音编                                                     |        |
| 132    | 11月12日 | 在后台： 北野日奈子 橋本奈奈未                 | - 《再見的意義》 （サヨナラの意味，乃木坂46） - 《白米大人》 （白米様，沙友理军团（さゆりんご軍団）） - 《秋千》 （ブランコ，乃木坂46）                | 可爱女仆的家教英文 （かわいいメイドの自宅で学べる英会話）            | 秋元真夏 井上小百合 齋藤飛鳥 星野南 堀未央奈            | 六角慎司                           | - 〜潜入系列〜 乃木坂 盛夏的全國巡演2016 4週年演唱會編                                                                                |        |
| 133    | 11月19日 | 在舞台侧： 柏木由紀 木崎由里亞 渡辺麻友        | - 《High Tension》 （ハイテンション） - 《Bird》 （荻野由佳、加藤美南、本間日陽） - 《曾不屑一顧的愛情》 （軽蔑していた愛情，Team 8）      | -                                  | -                                                       | -                                  | - 横山总监督的优雅相談室 -島崎遥香- - 〜潜入系列〜 AKB48家族猜拳大會2016编                                                            |        |
| 134    | 12月3日  | 在舞台侧： 込山榛香 向井地美音                 | - 《High Tension》 - 《初次的果糖》 （初めてのジェリービーンズ，小栗有以、倉野尾成美、坂口渚沙） - 《清纯疲劳》 （清純タイアド，小瓢虫Chu!）     | -                                  | -                                                       | -                                  | - 横山总监督的优雅相談室 -渡边麻友- - 〜潜入系列〜 小瓢虫Chu! 《清纯疲劳》MV拍摄编                                                    |        |
| 135    | 12月10日 | 在后台： 志田愛佳 守屋茜                       | - 《两人季节》 （二人セゾン，榉坂46） - 《跳得比谁都还高！》 （誰よりも高く跳べ!，平假名榉坂46（けやき坂46）） - 《大人都不相信》 （大人は信じてくれない，榉坂46）    | 初次的短剧 （初めてのコント）                    | 今泉佑唯 齋藤冬優花 鈴本美愉 原田葵 平手友梨奈          | 大重弥                             | - 〜潜入系列〜 平假名榉坂46「平假名榉见面会」編                                                                                       |        |
| 136    | 12月17日 | 在舞台侧： Ayana Shahab Jessica Vania 仲川遥香 | - 《Boku no taiyou -Matahari Milikku-》 （JKT48） - 《miss you》 （柏木由纪）                                | 求职面试 （就職面接）                      | 岡田奈奈 小嶋真子 込山榛香 高橋朱里                     | 森田順平                           | - 〜潜入系列〜 山本彩 LIVE TOUR 2016〜Rainbow〜編                                                                                     |        |
| 137    | 12月24日 | 在舞台侧： 山本彩加 山本彩                     | - 《除我以外》 （僕以外の誰か，NMB48） - 《12月的袋鼠》 （SKE48）                                                        | -                                  | -                                                       | -                                  | - 横山总监督的优雅相談室 -入山杏奈- - 〜潜入系列〜 SKE48 8期生最终甄选編                                                              |        |

| 2017年 | 2017年   | 2017年                                                                                          | 2017年 | 2017年                                                                     | 2017年                                                                     | 2017年                                                                     | 2017年 | 2017年 |
| 集     | 播放日期 | 開場短劇内容                                                                                    | 歌曲 | 短劇                                                                       | 短劇                                                                       | 短劇                                                                       | 纪录片等 |        |
| 集     | 播放日期 | 開場短劇内容                                                                                    | 歌曲 | 主題                                                                       | 演出成員                                                                   | 助演嘉宾                                                                   | 纪录片等 |        |
| ------ | -------- | ----------------------------------------------------------------------------------------------- | --- | -------------------------------------------------------------------------- | -------------------------------------------------------------------------- | -------------------------------------------------------------------------- | --- | ------ |
| 138    | 1月14日  | -                                                                                               | - | -                                                                          | -                                                                          | -                                                                          | - 第67回NHK紅白歌合戰跟拍特辑Part1 2016→2017 |        |
| 139    | 1月21日  | -                                                                                               | - 《生命如此美好》（乃木坂46 3期生） | -                                                                          | -                                                                          | -                                                                          | - 第67回NHK紅白歌合戰跟拍特辑Part2 2016→2017 乃木坂46 3期生见面会潜入 |        |
| -      | 1月28日  | 重播第107集（2016年3月19日）的内容                                                              | 重播第107集（2016年3月19日）的内容 | 重播第107集（2016年3月19日）的内容                                         | 重播第107集（2016年3月19日）的内容                                         | 重播第107集（2016年3月19日）的内容                                         | 重播第107集（2016年3月19日）的内容 |        |
| 140    | 2月4日   | -                                                                                               | - 《Dear my teacher》（16期生） | 在握手会会场                                                               | 相笠萌 市川愛美 湯本亚美                                                   | -                                                                          | - 〜潜入系列〜 AKB48 16期生最终甄选編 重温时间 最佳曲目100 2017 |        |
| 141    | 2月11日  | 在舞台侧： 小瓢虫Chu!                                                                           | - 《清纯疲劳》 （小瓢虫Chu!） - 《过错》（過ち，山本彩&稻垣润一） - 《RIVER》（16期生）                                                                                      | 在握手会会场                                                               | 神志那結衣 村重杏奈 本村碧唯                                               | -                                                                          | - 〜潜入系列〜 玲奈7选拔“Renatchies”MV拍摄编 （れなっち選抜「レナッチーズ」MV撮影編） |        |
| 142    | 2月18日  | -                                                                                               | - 《再見的意義》 （乃木坂46） - 《第二次的接吻》 （2度目のキスから，真夏前辈尊敬军团（真夏さんリスペクト軍団）） - 《强人所难》 （ないものねだり，桥本奈奈未）                                                              | -                                                                          | -                                                                          | -                                                                          | - 櫻井隊長的說教房間 -桥本奈奈未- |        |
| -      | 2月25日  | 重播第26集（2014年4月19日）的内容                                                               | 重播第26集（2014年4月19日）的内容 | 重播第26集（2014年4月19日）的内容                                          | 重播第26集（2014年4月19日）的内容                                          | 重播第26集（2014年4月19日）的内容                                          | 重播第26集（2014年4月19日）的内容 |        |
| 143    | 3月4日   | 在后台： 小栗有以 中野郁海                                                                      | - 《思春期的肾上腺素》 （思春期のアドレナリン，Team 8） - 《窗边LOVER》（窓際LOVER，Next Position（ネクストポジション））                                                                                               | 须田灰姑娘 （ダスデレラ）                                                            | 大場美奈 北川綾巴 須田亚香里                                               | 永岡佑                                                                     | - AKB48 Team 8的日本全国故乡讲座 （AKB48チーム8の日本全国ふるさと講座） -青森県・横山結衣- - 〜潜入系列〜 NGT48“十日町雪祭”编 （十日町雪まつり）                                                                                        |        |
| 144    | 3月11日  | 未来的门 AKB48 第6年的灾区访问（岩手県岩泉町、宮城県山元町、福島県広野町）                      | 未来的门 AKB48 第6年的灾区访问（岩手県岩泉町、宮城県山元町、福島県広野町）                                                                                               | 未来的门 AKB48 第6年的灾区访问（岩手県岩泉町、宮城県山元町、福島県広野町） | 未来的门 AKB48 第6年的灾区访问（岩手県岩泉町、宮城県山元町、福島県広野町） | 未来的门 AKB48 第6年的灾区访问（岩手県岩泉町、宮城県山元町、福島県広野町） | 未来的门 AKB48 第6年的灾区访问（岩手県岩泉町、宮城県山元町、福島県広野町） |        |
| 145    | 3月18日  | 在舞台侧： 小嶋真子 横山由依                                                                    | - 《Shoot Sign》 （シュートサイン） - 《空有愿望》 （願いごとの持ち腐れ，指揮：辻秀幸） | 在握手会会场                                                               | 市川美織 日下木之实                                                        | -                                                                          | - 〜潜入系列〜 坂道AKB《你最爱的 是谁？》MV撮影潜入編 - 西野未姫 全力舞蹈教室 《诚实的人》（オネストマン）                                                                                          |        |
| -      | 3月25日  | 重播第6集（2013年11月9日）的内容                                                                | 重播第6集（2013年11月9日）的内容 | 重播第6集（2013年11月9日）的内容                                           | 重播第6集（2013年11月9日）的内容                                           | 重播第6集（2013年11月9日）的内容                                           | 重播第6集（2013年11月9日）的内容 |        |
| 146    | 4月1日   | 在舞台侧： 渡边麻友 山本彩                                                                      | - 《Shoot Sign》 - 《隔壁的香蕉》 （奈子美久（なこみく）） | -                                                                          | -                                                                          | -                                                                          | - 横山总监督的优雅相談室 -白間美瑠- - AKB48 Team 8的日本全国故乡讲座 -鳥取県・中野郁海-                                                                                                 |        |
| 147    | 4月8日   | -                                                                                               | - 《心爱的娜塔莎》 （愛しきナターシャ，柏木由紀、田名部生来、渡辺麻友） - 《逆行坂》 （，猜拳民（じゃんけん民））                                                                                    | -                                                                          | -                                                                          | -                                                                          | - 〜潜入系列〜 猜拳民《逆行坂》MV撮影編 - 3期生History→Tanamin SHOW特別企画 3期生同期Talk - 〜潜入系列〜 田名部生来主办单独活动編                                                       |        |
| 148    | 4月15日  | 在後台： 今泉佑唯 小林由依                                                                      | - 《不協和音》 （不協和音，榉坂46） - 《碎裂的手機》 （割れたスマホ，青空與MARRY（青空とMARRY）） - 《我們正在交往》 （僕たちは付き合っている，平假名榉坂46）                                                                 | 新手護士的故事 （新米ナース物語）                                                        | 石森虹花 織田奈那 小池美波 土生瑞穂                                        | 坂田聡                                                                     | - 〜潜入系列〜 欅坂46《不協和音》MV拍攝編 |        |
| 149    | 4月22日  | 在後台： 柏木由紀 山田野絵                                                                      | - 《青春時鐘》 （青春時計，NGT48） - 《尋求黑暗》 （暗闇求む，NGT48） - 《親密的稱呼》 （下の名で呼べたのは…，NGT48研究生）                                                                                 | 手机店 （携帯ショップ）                                                                | 荻野由佳 加藤美南 村雲颯香 山口真帆                                        | 小松利昌                                                                   | - 〜潜入系列〜 慶祝出道！NGT48要從這裡開球編 (祝・メジャーデビュー！NGT48ここからプレーボール！) |        |
| Re#1   | 4月29日  | -                                                                                               | 畢業成員精選 （） - 《隔壁的香蕉》(9) - 《寫信》(76) - 《盛夏的聖誕玫瑰》（12） - 《拉鍊》（54） - 《暮蟬之戀》（85） - 《說說漂亮話不也很好嗎？》（37）                 | -                                                                          | -                                                                          | -                                                                          | - |        |
| 150    | 5月6日   | 在後台： 高山一実 秋元真夏                                                                      | - 《大影響家》 （インフルエンサー，乃木坂46） - 《第三陣風》 （三番目の風，乃木坂46 3期生） - 《氣球還活著》 （風船は生きている，乃木坂46）                                                                        | 乃木坂警察                                                                 | 生駒里奈 井上小百合 衛藤美彩 新内眞衣                                      | 石井智也                                                                   | - 〜潜入系列〜 乃木坂46 Under Live 全國巡演2017〜東京公演編 (乃木坂46アンダーライブ全国ツアー2017 東京公演) |        |
| 151    | 5月13日  | 在後台： 熊崎晴香 後藤樂樂                                                                      | - 《穿著制服的名偵探》 （制服を着た名探偵，Dreaming Girls（ドリーミングガールズ）） - 《你最愛的 是誰？》 （誰のことを一番 愛してる?，坂道AKB）                                                                                      | 在握手會會場                                                               | 栗原紗英 下野由貴                                                          | -                                                                          | - 横山總监督的優雅相談室 -小栗有以- - AKB48 Team 8的日本全国故鄉講座 -茨城県・岡部麟-                                                                                                   |        |
| 152    | 5月20日  | -                                                                                               | - 《LOVE修行》（8） （演出成員參照歌曲後括號中所注首次播映時名單） | -                                                                          | -                                                                          | -                                                                          | - 〜潜入系列〜 NMB48 「為了誰」計畫編 (NMB48「誰かのために」プロジェクト) NGT48《青春時鐘》MV拍攝編 - 为与疾病战斗的作曲家加油《LOVE修行》                                                                               |        |
| Re#2   | 5月27日  | -                                                                                               | Team8特別精選 （） - 《朝向47條美麗的街道》（47） - 《污穢的真相》（74） - 《搗蛋鬼小蝗蟲》（104） - 《通往夢想的路》（116）                                             | 在後台 （86） （104） （92） （129）                                       | -                                                                          | -                                                                          | - Team 8 16人連續自我紹介!!（45） （演出成員參照括號中所注首次播映時名單） |        |
| 153    | 6月3日   | 在舞台邊： 岡田奈奈 木﨑由里亞                                                                  | - 《空有願望》 - 《狼與自尊》 （小畑優奈、野島樺乃） - 《狼與自尊》 （西仲七海、溝川実来） - 《撒謊的鴕鳥》 （嘘つきなダチョウ，石田安奈、後藤理沙子、高柳明音）                         | -                                                                          | -                                                                          | -                                                                          | - AKB48 Team 8的日本全国故鄉講座 -兵庫県・山田菜菜美- |        |
| 154    | 6月10日  | -                                                                                               | - 《Get you !》 （指原莉乃） - 《LOVE TRIP》 （指原莉乃） | -                                                                          | -                                                                          | -                                                                          | - 柏木・指原・峯岸的Sankon会Talk - 〜潜入系列〜 日本最繁忙偶像 指原莉乃 还做了这样的事SP - 叫出指原! 松岡花的一句话                                                                     |        |
| 155    | 6月17日  | -                                                                                               | - | -                                                                          | -                                                                          | -                                                                          | - AKB48第49張單曲選拔總選舉 直播特别节目 in冲绳！ |        |
| Re#3   | 6月24日  | -                                                                                               | 精华B面曲满载！ （） - 《如此的笨蛋・・・》（19） - 《事先预知的浪漫》（121） - 《从其他星星而来》（79） - 《性急的蜗牛》（114） - 《嫉妒的权利》（91） - 《谢谢》（48） | -                                                                          | -                                                                          | -                                                                          | |        |
| 156    | 7月1日   | 在舞台边： 吉田朱里 松岡花                                                                      | - 《空有愿望》 - 《将星空献给你》 （星空を君に，Team 8） - 《太阳从坡路上升起之时》 （太陽が坂道を昇る頃，NMB48研究生）                                                                              | -                                                                          | -                                                                          | -                                                                          | - 白间美瑠画伯的美瑠美瑠美术馆 -山本彩- - Team8横道侑里 火力全开舞蹈教室 課題曲《制服的翅膀》 - AKB48 Team 8的日本全国故鄉講座 -鹿儿岛县・下青木香鈴-                                   |        |
| 157    | 7月8日   |                                                                                                 | - 《濑户内之声》 （瀬戸内の声，STU48） | -                                                                          | -                                                                          | -                                                                          | - 〜潜入系列〜 STU48 1期生最終甄选編 - 〜潜入系列特別編〜 AKB48選抜总选举 入圈线上的少女们                                                                                              |        |
| 158    | 7月15日  | 在后台： 小畑優奈 木本花音                                                                      | - 《意外是芒果》 （意外にマンゴー，SKE48） - 《escape》 （Team 8） - 《拥抱双马尾》 （抱いてツインテール，蓝莓派）                                                                                       | -                                                                          | -                                                                          | -                                                                          | - 横山總监督的優雅相談室 -岡田奈奈- - Tanamin SHOW特別企画 3期生同期Talk～未公開編～ |        |
| 159    | 7月22日  | 在后台： 太田夢莉 渋谷凪咲                                                                      | - 《竟然是新加坡》 （まさかシンガポール，NMB48） - 《夏天啊，快！》 （夏よ、急げ！，SKE48） | -                                                                          | -                                                                          | -                                                                          | - 横山總监督的優雅相談室 -高橋朱里- - AKB48災區訪問 宮城県南三陸町 - 白间美瑠画伯的美瑠美瑠美术馆 -入山杏奈-                                                                            |        |
| 160    | 8月5日   | 在舞台旁： 田島芽瑠 朝長美樱 豊永阿紀                                                           | - 《接吻真的只能慢慢来吗？》 （キスは待つしかないのでしょうか?，HKT48） - 《耀眼的晴空》 （目が痛いくらい晴れた空，SKE48 5期生）                                                                                              | 在业界混得太习惯的女人们                                                   | 高橋朱里 馬嘉伶 福岡聖菜 横山由依                                          | 鬼頭真也                                                                   | - 隊長岡田奈奈 愛的船長室 -磯貝花音、岩田陽菜、瀧野由美子、薮下楓- |        |
| 161    | 8月26日  | 在後台： 高橋朱里 渡边麻友                                                                      | - 《#就是喜欢你》 （#好きなんだ） - 《雨珠钢琴师》 （北川綾巴、古畑奈和、矢作有紀奈）                                                                                               | 妄想少女 大場                                                              | 大場美奈 後藤楽楽 古畑奈和                                                 | 野間口徹                                                                   | - Team8横道侑里 火力全开舞蹈教室 課題曲《污秽的真相》 - AKB48 Team 8的日本全国故鄉講座 -福井县・長久玲奈-                                                                               |        |
| 162    | 9月2日   | 在後台： 堀未央奈 若月佑美                                                                      | - 《蜃景》 （逃げ水，乃木坂46） - 《未来的答案》 （未来の答え，乃木坂46 3期生） | -                                                                          | -                                                                          | -                                                                          | - 〜潜入系列〜 乃木坂46 盛夏的全国巡演2017 明治神宮野球場編 乃木坂46 3期生单独演唱会編                                                                                                  |        |
| Re#4   | 9月9日   | -                                                                                               | 编舞TAKAHIRO所讲述的榉坂46的世界观 （） - 《沉默的多数》（110） - 《世界上只有爱》（126） - 《两人季节》（135） - 《不协和音》（148）                                    | -                                                                          | -                                                                          | -                                                                          | - |        |
| 163    | 9月16日  | -                                                                                               | - 《＃就是喜欢你》（指推ver.） - 《=LOVE》 （=LOVE） - 《週末Not yet》 （週末Not yet，Not yet feat.大家志津香）                                                                     | -                                                                          | -                                                                          | -                                                                          | - 小指子的部屋 -横山由依- - 〜潜入系列〜 猜拳大會2017 预选 |        |
| Re#5   | 9月30日  | -                                                                                               | 不插电AKB特辑 - 《读了太宰治吗？》（3） - 《初日》（2） - 《朝向47条美丽的街道》（86） - 《枯叶车站》（9） - 《泪中带笑》（55） - 《365天的纸飞机》（92）                | -                                                                          | -                                                                          | -                                                                          | - |        |
| 164    | 10月7日  | -                                                                                               | - 《派对开始了》（16期生） - 《纯情之歌》 （純情よろしく，NGT48） - 《Priority》 （プライオリティー，皇輝音翔）                                                                                      | 道顿堀美少女战士 食倒鱆美                                                  | 市川美織 木下百花 堀詩音                                                   | 石黑英雄                                                                   | - 白间美瑠画伯的美瑠美瑠美术馆 -松冈花- |        |
| 165    | 10月14日 | -                                                                                               | - 《能结出樱桃吗？》 （さくらんぼを結べるか？，HKT48 4期生） - 《我们 现在 应该好好谈谈》 （僕たちは 今 話し合うべきなんだ，岡田奈奈、村山彩希）                                                                             | -                                                                          | -                                                                          | -                                                                          | - 横山總监督的優雅相談室 -小畑優奈- - 潜入系列 Under Girls 《拖泥带水的爱恋》（だらしない愛し方）MV摄影 - SKE48矢作有紀奈的漫画剧场 「番長暖花前辈」之巻 （）                                           |        |
| 166    | 10月21日 | -                                                                                               | - 《在海滩不奔跑吗？》 （波打ち際を走らないか?，青空與MARRY） - 《最终、只有再见说了出口》 （結局、じゃあねしか言えない，五人囃子） - 《再生的细胞》 （再生する細胞，今泉佑唯） - 《就算风吹》 （風に吹かれても，榉坂46）                         | -                                                                          | -                                                                          | -                                                                          | - 编舞TAKAHIRO再次讲述的榉坂46的世界观 |        |
| Re#6   | 10月28日 | -                                                                                               | Team 8特辑 - 《思春期的肾上腺素》（143） - 《将星空献给你》（156） - 《一辈子可以遇见多少人》（111）                                                                     | -                                                                          | -                                                                          | -                                                                          | - AKB48 Team 8的日本全国故鄉講座 冲绳县代表 宮里莉羅 岡山县代表 人見古都音 - Team8横道侑里 火力全开舞蹈教室 課題曲《捣蛋鬼小蝗虫》 - AKB48 Team 8的日本全国故鄉講座 福岡县代表 吉田華恋 |        |
| 167    | 11月4日  | 在舞台旁： 荻野由佳 佐藤杏樹 高倉萌香 太野彩香 奈良未遥 西潟茉莉奈 西村菜那子 村雲颯香 山口真帆 | - 《出征》 （出陣，NGT48） - 《想抱住我吗？》 （抱きつこうか?，AKB48 16期研究生） | -                                                                          | -                                                                          | -                                                                          | - 潜入系列 「NMB48 LIVE 2017 in Summer～最最最 最高～（サササ サイコー）」編 - AKB48災區訪問 岩手県山田町 宮城県石巻市                                                                                 |        |
| 168    | 11月11日 | 在后台： 岡田奈奈 宮脇咲良                                                                      | - 《＃就是喜歡你》 - 《天使的尾巴》 （小熊倫实、高倉萌香、中井莉加） - 《曲终人尽》 （エンドロール，山田菜菜美）                                                                     | 今天是正式拍摄 （本日はすえてんなり）                                                        | 川本紗矢 込山榛香 福岡聖菜                                                 | 長谷川朝晴                                                                 | - 白间美瑠画伯的美瑠美瑠美术馆 -吉田朱里- |        |
| 169    | 11月18日 | 在后台： 柏木由纪 渡边麻友                                                                      | - 《11月的脚链》 （11月のアンクレット） - 《在白线内侧》 （白線の内側で，HKT48 4期生） - 《我没有被爱过》 （僕は愛されてはいない，白间美瑠）                                                                               | -                                                                          | -                                                                          | -                                                                          | - 横山總监督的優雅相談室 -荻野由佳- - 全力舞蹈教室 特别编 《LOVE修行》 |        |
| Re#7   | 11月25日 | -                                                                                               | 秋冬歌曲特辑 - 《倘若在梧桐树什么的》（8） - 《冬将军的遗憾》（88） - 《去森林吧》（120） - 《12月的袋鼠》（53） - 《初雪》（128） - 《Max朱鹭315号》（109）             | -                                                                          | -                                                                          | -                                                                          | - |        |
| 170    | 12月2日  | -                                                                                               | - | -                                                                          | -                                                                          | -                                                                          | - 潜入系列 AKB48第50张单曲《11月的脚链》MV拍摄編 乃木坂46 Under Live全国巡演～九州系列～宮崎公演編 AKB48家族流感预防接种编 乃木坂46 盛夏的全国巡演FINAL! 東京巨蛋公演編                 |        |
| Re#8   | 12月9日  | -                                                                                               | 乃木坂46 3期生特辑 - 《生命如此美好》（139） - 《第三阵风》（150） - 《未来的答案》（162） - 《回忆优先》（新录制）                                                      | -                                                                          | -                                                                          | -                                                                          | - 潜入系列 乃木坂46 3期生见面会編（139） 乃木坂46 3期生单独演唱会编（162） |        |
| 171    | 12月17日 | 在舞台旁： 小熊倫实 北原里英 佐藤杏樹                                                           | - 《蓝天会延续到这世界上的哪里去呢？》 （世界はどこまで青空なのか？，NGT48） - 《呵呵人類》 （ワロタピーポー，NMB48） - 《365天的纸飞机》 （365 วันกับเครื่องบินกระดาษ，BNK48） - 《重力共鸣》 （，SKE48 Team E）                          | -                                                                          | -                                                                          | -                                                                          | - AKB48 SHOW NEWS 48家族世界选拔收录report（48グループ世界選抜収録リポート） 渡辺麻友 最终全国握手会 |        |

| 2018年 | 2018年   | 2018年                                                                     | 2018年          | 2018年 | 2018年                            | 2018年                                         | 2018年     | 2018年 | 2018年 |
| 集     | 播放日期 | 開場短劇内容                                                               | 画外音          | 歌曲 | 短劇                              | 短劇                                           | 短劇       | 纪录片等 |        |
| 集     | 播放日期 | 開場短劇内容                                                               | 画外音          | 歌曲 | 主題                              | 演出成員                                       | 助演嘉宾   | 纪录片等 |        |
| ------ | -------- | -------------------------------------------------------------------------- | --------------- | --- | --------------------------------- | ---------------------------------------------- | ---------- | --- | ------ |
| 172    | 1月13日  | -                                                                          | -               | - | -                                 | -                                              | -          | - 第68回NHK紅白歌合戰跟拍特辑 - 年初的48家族・乃木坂46 劇場公演＆成人式密着 |        |
| 173    | 1月20日  |                                                                            | -               | 全部曲目皆由平假名榉坂46演唱： - 《依然要前進》 （それでも歩いてる） - 《永远的白线》 （永遠の白線） - 《沉默的恋人啊》 （沈黙した恋人よ） - 《NO WAR in the future》 |                                   |                                                |            | - 〜潜入系列〜 平假榉坂全国巡演2017最终场 |        |
| 174    | 1月27日  | 在后台： 北野瑠華 高柳明音                                                 | -               | - 《无意识的颜色》 （無意識の色，SKE48） - 《在成为大人之前》 （大人になる前に，NGT48） | 这件衣服好可爱！ （その服かわいい！）             | 後藤乐乐 古畑奈和                              | -          | - 横山總监督的優雅相談室 -吉田朱里- - AKB48家族的成人式 |        |
| Re#9   | 2月3日   | -                                                                          | -               | NGT48特辑 - 《青春时钟》（149） - 《亲密的称呼》（149） - 《蓝天会延续到这世界上的哪里去呢？》（171） | 北原队长请教教我们（98）          | -                                              | -          | - 潜入系列 NGT48第2张单曲《蓝天会延续到这世界上的哪里去呢？》MV拍摄編 |        |
| 175    | 2月10日  | 在舞台边： 岩田陽菜 岡田奈奈 瀧野由美子                                    | -               | - 《黑暗》 （暗闇，STU48） - 《我们的地球》 （僕たちの地球，KISS的天妇罗（kissの天ぷら）） - 《天使在哪裡？》 （天使はどこにいる?，fairy w!nk） - 《心型病毒》 （荒井優希、髙寺沙菜、松本慈子） | -                                 | -                                              | -          | - 潜入系列 AKB48家族 猜拳大会2017編 |        |
| 176    | 2月17日  | 在后台： 井上小百合 斉藤優里                                               | -               | 全部三曲皆由乃木坂46演唱： - 《及时行事》 （いつかできるから今日できる） - 《自恋海滩》 （自惚れビーチ） - 《那个女人》 （その女） | -                                 | -                                              | -          | - 潜入系列 3期生舞台「人质公主」編 （3期生舞台「見殺し姫」） - 46SHOW！ NEWS 2018年成人式 - Under特集 《我专属的你～Under Super Best～》 |        |
| 177    | 2月24日  | -                                                                          | -               | - 《还好想起来了》 （思い出せてよかった，STU48） - 《别对任何人说》 （誰にも言わないで，白井琴望） - 《所有的一切都爱不释手》 （あばたもえくぼもふくはうち，枫纱英（ふうさえ）） | 摔跤LOVE珠理奈前辈 （プロレスLOVE珠理奈さん）           | 小畑優奈 鎌田菜月 後藤乐乐 松井珠理奈          | -          | - 白间美瑠画伯的美瑠美瑠美术馆 -高橋朱里- |        |
| Re#10  | 3月3日   | -                                                                          | -               | 新鲜成员特辑 - 《穿着制服的名侦探》（151） - 《能结出樱桃吗？》（165） - 《不要叫我偶像》（127） - 《雨珠钢琴师》（161） - 《太阳从坡路上升起之时》（156） - 《想抱住我吗？》（167） | -                                 | -                                              | -          | - |        |
| 178    | 3月10日  | -                                                                          | -               | - 《有什么东西在》 （ナニカガイル，NGT48） - 《Max朱鹭315号》 （钢琴独奏版本，高倉萌香） - 《制服的抵抗》 （磯貝花音、門脇实優菜、藤原梓） | 樱花绽放 （さくら咲け）                     | 冨吉明日香 朝長美樱 渕上舞 宮脇咲良            | 石井智也   | - Team8横道侑里 火力全开舞蹈教室 課題曲《通往梦想的路》 - 潜入系列 「STU48瀬戸内7县巡演～初次见面、我们是STU48～广岛」編 |        |
| 179    | 3月17日  | 在舞台旁： 岡部麟 山本彩                                                   | -               | - 《Ja-Ba-Ja》 （ジャーバージャ） - 《任性的流星》 （植村梓、太田夢莉） | -                                 | -                                              | -          | - 加藤美南画伯的Katomina美术馆 -北原里英- - 潜入系列 「STU48 1st单曲MV撮影」編 - 全力舞蹈教室特别编 -山邊歩夢- 課題曲《Only today》 |        |
| 180    | 3月24日  | -                                                                          | -               | - 《打破玻璃！》 （ガラスを割れ!，榉坂46） - 《浴室旅程》 （バスルームトラベル，尾関梨香、小池美波、長濱祢留） - 《发条之梦》 （ゼンマイ仕掛けの夢，Yui醬s） - 《该回去森林了吧？》 （もう森へ帰ろうか？，榉坂46） | 新手護士的故事 第2话              | 石森虹花 織田奈那 菅井友香 守屋茜              | 小松利昌   | - 46SHOW NEWS 平假名榉坂46 日本武道館3DAYS！最終公演 |        |
| Re#11  | 4月1日   | -                                                                          | -               | 毕业成员特辑 - 《你正在看着夕阳吗？》（81） - 《耀眼的晴空》（160） - 《Priority》（164） - 《重力共鸣》（171） - 《11月的脚链 - Mayuyu单推ver》（初次播放） | 未公开开场短剧 在后台             | 小栗有以 峯岸南 小畑優奈                       |            | |        |
| Re#12  | 4月1日   | -                                                                          | -               | AKB48历代单曲特辑 - 《真心电流》（5） - 《倘若在梧桐树什么的》（8） - 《勇往直前》（18） - 《拉布拉多猎犬》（30） - 《心意告示牌》（41） - 《希望无限》（52） - 《Green Flash》（64） - 《我们不战斗》（72） - 《Halloween Night》（83） - 《红唇Be My Baby》（95） - 《你就是旋律》（106） - 《不需要翅膀》（116） - 《LOVE TRIP》（120） - 《High Tension》（133） - 《Shoot Sign》（145） - 《空有愿望》（153） - 《#就是喜欢你》（161） - 《11月的脚链》（169） - 《Ja-Ba-Ja》（179） | 开场短剧 在后台（5）（52）（116） |                                                |            | |        |
| 181    | 4月8日   | 在舞台旁： 北原里英 本間日陽                                               | 茂木忍          | - 《春天哪里来？》 （春はどこから来るのか?，NGT48） - 《眼泪的表面張力》 （涙の表面張力，岡田奈奈、小嶋真子、高橋朱里、向井地美音） - 《沉默寡言月》 （寡黙な月，市野成美、江籠裕奈） | -                                 | -                                              | -          | - 横山总监督的说教房间 -倉野尾成美- - 潜入系列 坂道AKB《无国境时代》MV撮影編 |        |
| 182    | 4月15日  | 在舞台旁： 城惠理子 山本彩加                                               | 马嘉伶          | - 《欲望者》 （NMB48） - 《大声钻石》 （ก็ชอบให้รู้ว่าชอบ，，BNK48） - 《误解》 （白間美瑠、矢倉楓子） | 新潟有的没的                      | 加藤美南 長谷川玲奈 本間日陽 山田野絵          | 竹井亮介   | - 加藤美南画伯的Katomina美术馆 -西潟茉莉奈- |        |
| 183    | 4月22日  | 在舞台旁： 馬嘉伶 向井地美音                                               | 大家志津香      | - 《Ja-Ba-Ja》 - 《为了我》 （私のために，北原里英） | 新喜劇三姊妹                      | 太田夢莉 渋谷凪咲 白間美瑠 矢倉楓子            | 大重弥     | - 横山总监督的说教房间 -岡部麟- |        |
| RE#01  | 4月29日  | -                                                                          | -               | SKE48 10周年纪念特辑第一弹 - 《美丽的闪电》（3） - 《赞成卡哇伊！》（9） - 《未来是什么？》（21） - 《笨拙的太阳》（40） - 《12月的袋鼠》（53） | 开场短剧 在后台（9）              |                                                |            | |        |
| 184    | 5月6日   | 在后台： 生駒里奈 高山一实                                                 | 若月佑美        | - 《同步巧合》 （シンクロニシティ，乃木坂46） - 《Against》 （乃木坂46 1期生） | -                                 | -                                              | -          | - Special Talk 樱井玲香×生駒里奈 - 潜入系列 乃木坂46 生駒里奈 毕业演唱会 |        |
| 185    | 5月13日  | -                                                                          | 峯岸南          | - | -                                 | -                                              | -          | - 潜入系列 「SKE48单独演唱会 10周年突入 春之歌迷祭！～能做到100名朋友吗？～」編 - Japan Myanmar Pwe Taw 2018 - AKB48災區访问 岩手县釜石市、宮城县女川町、福島县南相馬市 - 潜入系列 「北原里英 毕业演唱会～梦一般的115日 变成了新潟的女人！～」編 |        |
| 186    | 5月20日  | 在后台： 岡部麟 横山結衣                                                   | 後藤萌咲        | - 《蜂巢Dance》 （蜂の巣ダンス，Team 8） - 《完美的Gu字音》 （STRAWBERRY PUNCH） | -                                 | -                                              | -          | - 白间美瑠画伯的美瑠美瑠美术馆 总选公约达成SP - 田中美久总选公约达成 故乡熊本MV拍摄 - 潜入系列 AKB48 第51张单曲《Ja-Ba-Ja》MV拍摄編 |        |
| RE#02  | 5月27日  | -                                                                          | -               | 生驹里奈纪念特辑 - 《制服模特儿》（19） - 《心意告示牌》（41） - 《你就是希望》（19） | 开场短剧 在演播室（19）           |                                                |            | - Special Talk 樱井玲香×生駒里奈（184之未播出部分） - 高桥总监督的说教房间－生驹里奈－（26） |        |
| 187    | 6月3日   | 在后台： 小栗有以 柏木由紀                                                 | 長久玲奈        | - 《Teacher Teacher》 - 《Which one》（Queentet） - 《之后吧》 （あとで，NGT48） | -                                 | -                                              | -          | - 横山总监督的说教房间 -馬嘉伶- - 白间美瑠画伯的美瑠美瑠美术馆 -太田奈緒- |        |
| 188    | 6月10日  | 在后台： 冈田奈奈 山内瑞葵                                                 | 北泽早纪        | - 《Teacher Teacher》 - 《西瓜BABY》（Niconico（ニコニコ）） - 《快乐结局》弹唱版 （ハッピーエンド，長久玲奈） | -                                 | -                                              | -          | - AKB48 Team 8的日本全国故乡讲座 -北海道・坂口渚沙- - 豊永阿紀总选公约 巡游带有「阿」字的地点 - 加藤美南画伯的Katomina美术馆 -小熊伦实- |        |
| -      | 6月16日  | -                                                                          | -               | - | -                                 | -                                              | -          | - AKB48第53張單曲世界選拔總選舉 直播特别节目 in名古屋！ |        |
| RE#03  | 6月17日  | -                                                                          | -               | SKE48 10周年纪念特辑第二弹 - 《风情万种塞车中》（68） - 《向前冲》（81） - 《胆小鬼LINE》（108） - 《金的爱，银的爱》（123） - 《意外是芒果》（158） | 开场短剧 在后台（68）             |                                                |            | |        |
| 189    | 6月24日  | 在后台： 潮紗理菜 齊藤京子 佐佐木久美 高本彩花                             | 佐佐木久美      | 全部曲目皆由平假名榉坂46演唱： - 《没有期待的自己》 （期待していない自分） - 《看著當下》 （イマニミテイロ，1期生） - 《一半的记忆》 （半分の記憶，2期生） - 《平假名的恋爱》 （ひらがなで恋したい） |                                   |                                                |            | - 〜潜入系列〜 平假名榉坂 2期生招待会编 平假榉坂 “起跑的瞬间”巡演2018编 |        |
| 190    | 7月1日   | 在后台： 田中美久 本村碧唯 矢吹奈子                                        | 小田绘里奈      | - 《快进的日历》 （早送りカレンダー，HKT48） - 《First Rabbit》 （ファースト・ラビット，The Eighters（ザ・エイトルズ）） - 《1994年的雷鸣》 （1994年の雷鳴，AKB48 12期生） | 新潟有的没的                      | 小熊倫実 佐藤杏樹 本間日陽 山田野絵            | 竹井亮介   | - AKB48 Team 8的日本全国故乡讲座 -愛媛县・高岡薫- |        |
| 191    | 7月8日   | -                                                                          |                 | - | -                                 | -                                              | -          | - 〜潜入系列〜 平假名榉坂46 日本武道館3DAYS公演編 榉坂46 2nd YEAR ANNIVERSARY LIVE編 乃木坂46 Under Live～中部系列～静岡公演編 |        |
| 192    | 7月15日  | 在后台： 荻野由佳 村雲颯香                                                 | 奈良未遥        | - 《绿意森林运动公园》 （みどりと森の運動公園，NGT48） - 《彩虹的製作方法》（nyamm） - 《反省梳打水》 （反省ソーダ，新潟GENKI） | 我们是横山本                      | 横山由依 小畑優奈 山本彩加 山本彩 瀧野由美子   | -          | - 加藤美南画伯的Katomina美术馆 -山田野絵- |        |
| RE#04  | 7月22日  | -                                                                          | -               | 夏日歌曲特辑 - 《甜瓜汁》（3） - 《LOVE TRIP》（124） - 《泪之湘南》（119） - 《夏天啊，快！》（159） - 《我们的发现》（78） - 《Summer side》（73） |                                   |                                                |            | |        |
| 193    | 7月29日  | -                                                                          | -               | - | -                                 | -                                              | -          | - 〜潜入系列特別編〜 AKB48世界選抜总选举 入圈线上的少女们 |        |
| 194    | 8月5日   | 在舞台旁： 土路生優里 薮下楓                                               | 薮下楓          | - 《踏板与车轮的来时路》 （ペダルと車輪と来た道と，STU48） - 《Whatcha Gonna Do》 （Sexy 6（セクシー6）） | 妄想少女 大場                     | 荒井優希 大場美奈 熊崎晴香 菅原茉椰            | 野間口徹   | - 横山总监督的说教房间 -田中美久- - AKB48 Team 8的日本全国故乡讲座 -宮城县・佐藤朱- |        |
| 195    | 8月26日  | 在后台： 末永樱花 古畑奈和                                                 | 山根凉羽        | - 《突如其來Punchline》 （いきなりパンチライン，SKE48） - 《看到卡特兰花所想到的》 （カトレアの花を見るたび思い出す，卡特兰组） |                                   |                                                |            | - 横山总监督的说教房间 -須田亚香里- |        |
| 196    | 9月2日   | 在舞台旁： 鈴木絢音 堀未央奈                                               | 大園桃子        | - 《以自我为中心！》 （ジコチューで行こう！，乃木坂46） - 《感觉不像自己》 （自分じゃない感じ，乃木坂46 3期生） - 《心的独白》 （心のモノローグ，白石麻衣、西野七瀬） - 《三角空地》 （三角の空き地，乃木坂46） | 可爱女仆的代理烹饪服务            | 秋元真夏 伊藤理理杏 梅澤美波 阪口珠美 向井葉月 | 小松利昌   | |        |
| RE#05  | 9月9日   | -                                                                          | 横山結衣        | 乐器、乐队歌曲特辑 - 《HA!》（特别节目AKB48 FES 2016） - 《LOVE TRIP》（154） - 《Max朱鹭315号》（178） - 《想为你弹奏》（61） - 《涩谷河》（110） - 《First Rabbit》（190） - 《One Night Carnival》（66） |                                   |                                                |            | |        |
| 197    | 9月16日  | 在舞台旁： 宮脇咲良 向井地美音                                             | 矢作萌夏        | - 《感傷列車》 （センチメンタルトレイン） - 《谁的耳朵》 （誰かの耳，SKE48 Team KII） - 《热爱人生！》 （生きることに熱狂を！，Team 8） |                                   |                                                |            | - AKB48 Team 8的日本全国故乡讲座 -熊本县・倉野尾成美- - 加藤美南画伯的Katomina美术馆 -山口真帆- |        |
| 198    | 9月23日  | -                                                                          | 菅井友香 守屋茜 | - 《矛盾心理》 （アンビバレント，榉坂46） | -                                 | -                                              | -          | - 榉共和国2018 特辑 开演前的舞台内 榉共和国 开国 |        |
| 199    | 10月7日  |                                                                            | 山内鈴蘭        | SKE48 10周年纪念 - 《我们的风》 （僕らの風，SKE48 Team S） - 《征兆》 （兆し，SKE48 Team KII） - 《眼中倒映的未来》 （，SKE48 Team E） | 妄想少女 大场                     | 荒井優希 大場美奈 熊崎晴香 菅原茉椰            | 野間口徹   | - 10年前的10月5日 在做什么？ - SKE4848 重温时间 最佳曲目100 2018 |        |
| 200    | 10月14日 | 在摄影棚前： 15人参加 一镜到底版 在后台： 太野彩香 西潟茉莉奈 在后台（#1） | 高桥朱里        | - 《感傷列車》 - 《獻給世人》 （世界の人へ，NGT48） - 《你就是旋律》 （เธอคือ...เมโลดี้，BNK48） - 《派对开始了》（#1） |                                   |                                                |            | - 想再看一次的画面大调查 |        |
| 201    | 10月21日 | 在后台： 岡部麟 小栗有以 小田绘里奈 清水麻璃亚 吉川七瀬                    | 竹内美宥        | - 《百合会盛开吗？》 （百合を咲かせるか？，Team 8） - 《洄游鱼的容积》 （回遊魚のキャパシティ，SKE48 Team KII） - 《心中太阳》 （心に太陽，NGT48 Team NIII） | 宣传瀬戸内                        | 沖侑果 甲斐心愛 瀧野由美子 福田朱里            | 駒木根隆介 | - 〜潜入系列〜 西日本暴雨災害支援活動「加油!瀬戸内」STU48慈善演唱会巡演 東京公演 编 |        |
| RE#06  | 10月28日 | -                                                                          |                 | 独唱曲特辑 - 《初日（自弹自唱版）》（2） - 《自作多情》（61） - 《结晶》（98） - 《再生的细胞》（166） - 《365天的纸飞机》（92） |                                   |                                                |            | |        |
| 202    | 11月4日  | 在后台： 梅山恋和 山本彩                                                   | 吉田朱里        | - 《即使是我也会哭泣的啊》（僕だって泣いちゃうよ，NMB48） - 《喘口气时》（ひといきつきながら，山本彩） - 《第一颗星星》（初めての星，NMB48） |                                   |                                                |            | - 横山总监督的说教房间 -山本彩- |        |
| 203    | 11月11日 | -                                                                          | -               | | -                                 | -                                              | -          | - 潜入系列 NMB48 《即使是我也会哭泣的啊》MV拍摄編 青木詩織 选举公約 金枪鱼解剖秀編 松井珠理奈《感傷列車》MV拍摄編 NGT48 幸子田的去壳作業編 山本彩毕业演唱会 NMB48 SAYAKA SONIC ～Sayaka、温柔的、再见、Sayaka～編                                |        |
| 204    | 11月18日 | 在舞台旁： 白石麻衣 西野七瀬                                               | 和田玛雅        | - 《想绕远路回家》 （帰り道は遠回りしたくなる，乃木坂46） - 《日常》 （乃木坂46） - 《告白的顺序》 （告白の順番，女校四重唱） |                                   |                                                |            | - 〜潜入系列〜 乃木坂46 Under Live〜北海道系列〜千秋楽 编 |        |
| 205    | 11月25日 | 在后台： 岡田奈奈 白間美瑠                                                 | 吉橋柚花        | - 《NO WAY MAN》 - 《Parting shot》（SKE48 Team S） - 《雄蕊雌蕊夜之蝶》（おしべとめしべと夜の蝶々，矢作姐妹） | 草莓取材                          | 内山命 日高優月                                | 石井智也   | - 全力舞蹈教室特别编 -道枝咲- 課題曲《一直 一直》 - AKB48 Team 8的日本全国故乡讲座 群馬县代表 清水麻璃亚- |        |
| RE#07  | 12月2日  | -                                                                          |                 | 小组合原唱曲特辑 - 《微笑捉迷藏》（34） - 《从其他星星而来》（79） - 《纯爱的渐强音》（5） - 《刺痛的花》（1） - 《碎裂的手机》（148） - 《眼泪的表面张力》（181） - 《谢谢》（48） |                                   |                                                |            | |        |
| 206    | 12月9日  | 在后台： 荻野由佳 宮崎美穂                                                 | 村山彩希        | - 《NO WAY MAN》 - 《梦力》（STU48） - 《Good Timing》（NMB48） |                                   |                                                |            | - AKB48 Team 8的日本全国故乡讲座 大阪府代表 永野芹佳- - 横山总监督的说教房间 -本間日陽- |        |
| 207    | 12月16日 | -                                                                          | 西野七瀬        | - 《未完待续》 （つづく，西野七瀬） | 乃木坂警察                        | 伊藤純奈 井上小百合 新内眞衣 樋口日奈          | 竹井亮介   | - 〜潜入系列〜 「Nogizaka46 Live in Shanghai 2018」編 - 46SHOW NEWS 4期生见面会＆若月佑美 毕业典礼 |        |

| 2019年 | 2019年   | 2019年                              | 2019年     | 2019年 | 2019年           | 2019年                                                                           | 2019年     | 2019年 | 2019年 |
| 集     | 播放日期 | 開場短劇内容                        | 画外音     | 歌曲 | 短劇             | 短劇                                                                             | 短劇       | 纪录片等 |        |
| 集     | 播放日期 | 開場短劇内容                        | 画外音     | 歌曲 | 主題             | 演出成員                                                                         | 助演嘉宾   | 纪录片等 |        |
| ------ | -------- | ----------------------------------- | ---------- | --- | ---------------- | -------------------------------------------------------------------------------- | ---------- | --- | ------ |
| RE#08  | 1月6日   | -                                   | -          | 小组合原唱曲特辑第二弹 - 《“别在意学生手册的照片”的法则》（40） - 《水手服僵尸》（43） - 《杯子中的枝叶隙光》（94） - 《不说话的狮子》（126） - 《跳得比谁都还高！》（135） - 《你最爱的 是谁？》（151） |                  |                                                                                  |            | |        |
| 208    | 1月13日  | -                                   | -          | - | -                | -                                                                                | -          | - 第69回NHK紅白歌合戰跟拍特辑 |        |
| 209    | 1月20日  | 在后台： 大家志津香 谷口惠          | 峯岸南     | - 《想放空池水》（池の水を抜きたい，池之水选拔） - 《毒蜘蛛》（Team K） - 《Shonichi》（BNK48） |                  |                                                                                  |            | - 〜潜入系列〜 no3b「10th ANNIVERSARY ～完整的no3b!!～」                                                                                           |        |
| -      | 1月27日  | -                                   | 寺田蘭世   | |                  |                                                                                  |            | 〜Report特集〜 - 「乃木坂46 in 上海」 - 「乃木坂46の女子旅 in 上海」 - 「乃木坂46 Under Live」 - 「乃木坂46 紅白歌合戰密着」 - 「乃木坂46 成人式」 |        |
| 210    | 2月3日   |                                     | 田口爱佳   | - 《不能与你相拥》（抱きしめちゃいけない，Team 8） - 《你是弹珠汽水》（君はラムネ，Team E） - 《狼与自尊》（Stefi、Mobile） |                  |                                                                                  |            | - 白间美瑠画伯的美瑠美瑠美术馆 -村瀬紗英- - Team 8横道侑里 火力全开舞蹈教室 課題曲《蜂巢Dance》 - 〜潜入系列〜 AKB48家族流感预防接种编             |        |
| RE#10  | 2月10日  | 在后台（17）                        | 小栗有以   | - 《求求你华伦亭》（17） - 《心型病毒》（25） - 《朝向47条美丽的街道》（86） |                  |                                                                                  |            | - Request Hour 2019第一名《朝向47条美丽的街道》 - Music Japan NO NAME - 《关于希望》（2012.8.26） - 《将泪水献给你》（2013.4.18）                  |        |
| 211    | 2月17日  | 在后台： 岡田奈奈 薮下楓            | 込山榛香   | - 《等待著風》（風を待つ，STU48） - 《制服的抵抗》（小嶋真子、安田叶、横山結衣） | 我们是池中水选拔 | 太田奈緒 大家志津香 加藤玲奈 込山榛香 佐佐木優佳里 西川怜 峯岸南 谷口惠 山邊歩夢 | 西郷豊     | - 〜潜入系列〜 STU48《出航》MV撮影編 - AKB48 Team 8的日本全国故乡讲座 香川县代表-行天優莉奈-                                                       |        |
| 212    | 2月24日  | 在后台： 渋谷凪咲 白間美瑠          | 梅山恋和   | - 《端坐在壁龛上的女孩》（，NMB48） - 《想和谁在一起》（誰かといたい，土路美啾皓子（とろみちゅこっこ）） - 《突如其来Punchline》（SKE48）                                                                                            |                  |                                                                                  |            | - 白间美瑠画伯的美瑠美瑠美术馆 -太田夢莉- - AKB48 Team 8的日本全国故乡讲座 静岡县代表-横道侑里-                                                    |        |
| 213    | 3月3日   | 在后台： 熊崎晴香 菅原茉椰          | 铃木胡桃   | - 《Stand by you》（SKE48） - 《新的拖鞋》（おNEWの上履き，塩月希依音、梅山恋和、南羽諒） |                  |                                                                                  |            | - 横山总监督的说教房间 -阿部玛利亚- - AKB48 Team 8的日本全国故乡讲座 奈良县代表-大西桃香-                                                          |        |
| 214    | 3月10日  |                                     | 山内瑞葵   | - 《粉色的世界》（，NMB48） | 天使与恶魔       | 梅山恋和 太田夢莉 川上礼奈 渋谷凪咲 谷川愛梨 山本彩加 吉田朱里                   | 長谷川朝晴 | - 山根画伯的Zun酱美术馆 -村山彩希- - 〜潜入系列〜 坂道AKB《初恋之门》MV撮影編                                                                      |        |
| 215    | 3月17日  | 在后台： 田中美久 松岡花 向井地美音 | 佐藤七海   | - 《回忆上心头DAYS》（ジワるDAYS） - 《红色高跟鞋与教授》（赤いピンヒールとプロフェッサー，松井珠理奈） |                  |                                                                                  |            | - 横山总监督的说教房间 -柏木由纪- - AKB48災區访问 岩手県大槌町、宮城県石巻市、福島県南相馬市 - 田中美久的2018年总选公约 Mikurin的一日贴身取材      |        |
| 216    | 3月24日  |                                     | 向井地美音 | - 《少女们》（少女たちよ） - 《约好了唷》（約束よ，48家族） | 妄想少女 大場    | 大場美奈 高柳明音 松村香織                                                       | 野間口徹   | - 横山总监督的说教房间 -向井地美音- - 閉校式惊喜訪問                                                                                               |        |

特別節目
- 乃木坂46 紅白SP!（2016年1月22日）
- 乃木坂46 紅白SP! 延長版（2016年2月11日）
- AKB48 SHOW! PRESENTS AKB48選抜总选举 入圈线上的少女们（2016年6月18日）
- AKB48 AtoZ 2016（2016年10月21日）
- AKB48 FES 2016（2016年10月22日）
- 坂道电视台〜乃木和榉和日向〜（日语：坂道テレビ〜乃木と欅と日向〜）（2019年3月23日、NHK综合）[6][7]

## 演出人員
固定演出
此節目並沒有特定的主持人或經常會保持出席的固定成員，而是以AKB48集團的各姊妹團體名義掛名，由各姊妹團體的成員不定期輪流參與：
- AKB48
- SKE48
- NMB48
- HKT48
- NGT48
- STU48
- JKT48
- BNK48
- TPE48→AKB48 Team TP
- SNH48（解除合作关系前）
- 伊安·摩爾（日语：イアン・ムーア）（Ian Moore）：飾演「AKB48白熱教室」單元中的講師一角、也曾参与短剧演出（第94集）。
- 乃木坂46、櫸坂46、平假名櫸坂46→日向坂46：主要出演《乃木坂46 SHOW!》、《46 SHOW!》、《櫸坂46 SHOW!》

來賓演員
在各集的短劇單元中與AKB48成員一同參與演出。
- 梶原善（日语：梶原善）（第1、3集）
- 遠山俊也（日语：遠山俊也）（第2、26、44集）
- 野間口徹（日语：野間口徹）（第4、12、27、39、70、109、130、161、194、199、216集）
- 田中要次（日语：田中要次）（第5、8、25、38、55、72集）
- 石井正則（第6、19、33、42、44、65、101、111集）
- 金子昇（日语：金子昇）（第7集）
- 山崎樹範（日语：山崎樹範）（第9、73、79、127集）
- 松尾諭（第14、15、21、30、43、50、74、121、124集）
- 酒井敏也（第17、31、34集）
- 袴田吉彦（日语：袴田吉彦）（第18集）
- 六角慎司（日语：六角慎司）（第24、29、37、48、61、62、91、132集）
- 矢部享祐（日语：やべきょうすけ）（第40、84、113集）
- 永岡佑（日语：永岡佑）（第41、54、76、78、115、122、143集）
- 須田邦裕（日语：須田邦裕）（第45、98集）
- 日野陽仁（日语：日野陽仁）（第46、68集）
- 敦士（日语：敦士 (ファッションモデル)）（第52集）
- 前川泰之（日语：前川泰之）（第53集）
- 崎本大海（日语：崎本大海）（第64集）
- 金子岳憲（第70、80集）
- 堺沢隆史、廻飛呂男、師岡広明（第70集）
- 松澤一之（日语：松澤一之）、粕谷吉洋（第80集）
- 坂本真（日语：坂本真）（第86、92集）
- 池田鉄洋（日语：池田鉄洋）（第94集）
- 津田寛治（日语：津田寛治）（第95集）
- 小松利昌（日语：小松利昌）（第118、149、180、196集）
- 長谷川朝晴（日语：長谷川朝晴）（第119、168、214集）
- 小林正寛（日语：小林正寛）（第125集）
- 渡边一惠（第129集）
- 大重弥（日语：大重わたる）（第135、183集）
- 森田順平（第136集）
- 坂田聪（日语：坂田聡）（第148集）
- 石井智也（日语：石井智也）（第150、178、205集）
- 鬼頭真也（日语：鬼頭真也）（第160集）
- 石黑英雄（第164集）
- 竹井亮介（日语：竹井亮介）（第182、190、207集）
- 駒木根隆介（日语：駒木根隆介）（第201集）
- 西郷豊（日语：西郷豊）（第211集）

其他演节目的嘉宾
- 绫濑遥（綾瀬はるか）、嵐、五木宏（五木ひろし）、伍代夏子、夏真弓（日语：夏まゆみ）、木瓜铃木（日语：パパイヤ鈴木）：在第13集中作为红白歌会中的主持人与和48家族合作表演的艺人身份登场。
- 茅野忍（茅野しのぶ）：第23、25集中以AKB48 Group總經理及服装设计师身份登场。
- 内田裕也：在第37、39集与指原莉乃合作演唱歌曲。
- 北川謙二：AKB48項目的助理制作人。
- 井上結菜、粕谷聡子、福野来夢、二見夕貴、古川温子、山上綾加：在第52集中作为DIVA的伴舞成员参加演出。
- Chris松村（日语：クリス松村）、嵐、吉高由里子（吉高由里子）：在第57集中作为红白歌会中的主持人与和48家族合作表演的艺人身份登场。
- 稲垣潤一（日语：稲垣潤一）：在第141集与山本彩合作演唱歌曲。
- 高橋秀幸（日语：高橋秀幸）：在第147集田名部生来主办单独活动中作为嘉宾登场。
- =LOVE：出演《指原 SHOW!》（第163集）及部分潜入报导（第202集）等
- 熊本熊：出演第197集“AKB48 Team 8的日本全国故乡讲座 -熊本县-”
- 首次參與演出時已畢業離團的前成員：浦野一美（走廊奔跑队7成员，同時也是AKB48与SDN48前成員）、平嶋夏海（走廊奔跑队7成员，AKB48前成員）、板野友美（AKB48前成員）、前田敦子（AKB48前成員）、秋元才加（DIVA成员，AKB48前成員）、増田有華（DIVA成员，AKB48前成員）

## 播出時間
以下皆為日本標準時間（UTC+9）。

### 首播
- NHK BS Premium
  - 每週六 23:30 - 23:59（2013年10月5日 - 2015年3月21日）
  - 每週六 23:15 - 23:44（2015年4月4日 - 2017年4月1日）
  - 每週六 23:45 - 24:14（2017年4月8日 - 2018年3月24日）
  - 每週日 23:00 - 23:29（2018年4月8日 - 8月26日）
  - 每週日 22:50 - 23:19（2018年9月2日 - 2019年3月24日）

### 重播
- NHK World Premium
  - 每週日 2:00 - 2:29（2014年10月5日 - 2016年4月2日）
  - 每週日 1:30 - 1:59（2016年4月9日 - 2017年4月1日）
  - 每週日 2:05 - 2:34（2017年4月8日 - 2018年3月24日）
  - 每週日 1:55 - 2:24（2018年4月8日 - 2019年3月24日）
- NHK BS Premium
  - 每週日 10:30 - 10:59（2014年10月5日 - 2015年3月29日）
  - 每週日 10:00 - 10:29（2015年4月5日 - 2017年4月2日）
  - 每週日 9:30 - 9:59（2017年4月9日 - 2019年3月31日）

## 外部連結
- 節目官方首頁于互联网档案馆的备份 （日語）